# Eberswalde

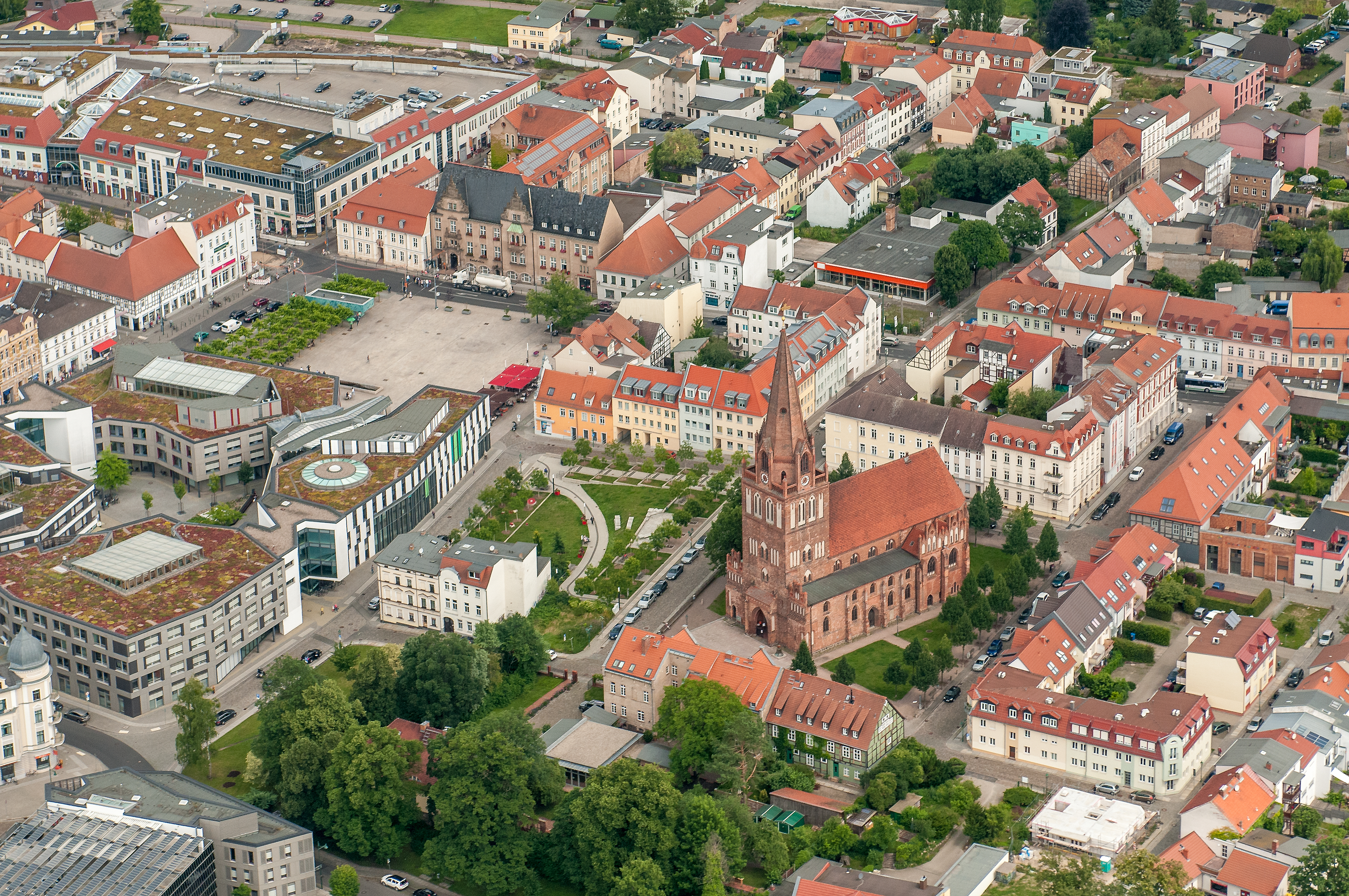
Eberswalde Stadscentrum

Eberswalde is een plaats in de Duitse deelstaat Brandenburg. Het is de Kreisstadt van de Landkreis Barnim. Binnen het Landkreis heeft het de status van Große kreisangehörige Stadt. De stad telt 40.965 inwoners.

## Indeling gemeente
De gemeente is vrij uitgestrekt.  Van de west- naar de oostgrens van Eberswalde is de afstand 14 kilometer. De stad is dan ook geen compacte bebouwing,  maar er zijn hier en daar grote open ruimtes tussen de diverse stadsdelen.
De volgende Ortsteile maken deel uit van de gemeente:
- Brandenburgisches Viertel
- Clara-Zetkin-Siedlung, sedert 2024 een apart Ortsteil
- Eberswalde 1, bestaande uit de wijken Stadtmitte (centrum), Südend, Ostend en Leibnizviertel
- Eberswalde 2, bestaande uit de wijken Westend, Kupferhammer en Nordend
- Finow, sinds 22 maart 1970, gelegen ten westen van Eberswalde-stad
- Sommerfelde, sinds 6 december 1993, direct ten O van de stad
- Spechthausen, sinds 1 januari 2006, een klein dorp in de bossen, 5 km Z
- Tornow, sinds 6 december 1993, 2 km ten O van Sommerfelde

## Naburige gemeentes
Eberswalde grenst aan:
- In het westen: Finowfurt, een uitgestrekt dorp in de gemeente Schorfheide, en een paar kilometer verderop Marienwerder
- In het noorden: Britz en Schorfheide
- In het noordoosten: Chorin
- In het oosten: Niederfinow en Hohenfinow
- In het zuiden: Breydin
- In het zuid-zuidwesten: Melchow

Grotere steden in de nabije omgeving:
- Berlijn, 35 à 50 km ZW (in zuidwestelijke richting)
- Bad Freienwalde, 17 km O
- Angermünde, 30 à 35 km NO

Ten noorden van de stad ligt het natuurgebied Biosfeerreservaat Schorfheide-Chorin, en nog verder noordelijk, in Mecklenburg-Voor-Pommeren, het Mecklenburger Merenplateau.

## Geografie

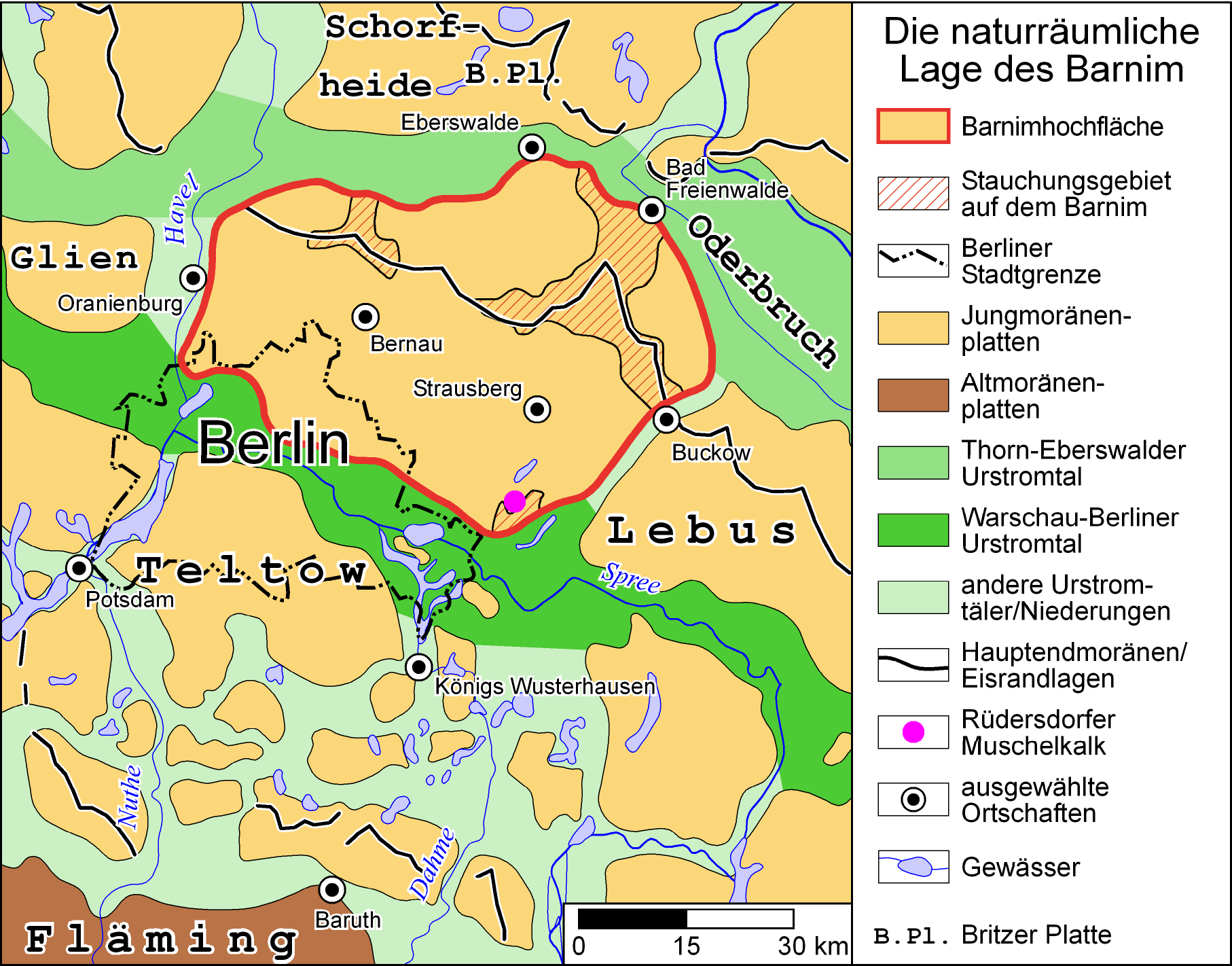
Geologische kaart Berlijn e.o.; Eberswalde ligt bovenaan op deze kaart

Eberswalde heeft een oppervlakte van 93,2 km² en ligt in het oosten van Duitsland, hemelsbreed 20 à 25 kilometer ten westen van de rivier de Oder, die de grens met Polen vormt.
Geologisch gezien ligt de stad in een zogenaamd oerstroomdal. Dit ontstond in het Weichselien, de laatste ijstijd. Het riviertje de Finow, dat hier vroeger op de plaats van het huidige Finow-Kanal stroomde, sleep een vrij diep dal uit, zodat het grondwaterpeil in delen van de stad zo dicht bij het maaiveld ligt, dat zonder te heien niets kan worden gebouwd. Dit oerstroomdal wordt in het zuiden begrensd door een kleine hoogvlakte (ca. 80 meter boven de zeespiegel) met de naam Barnim.

## Verkeer en vervoer

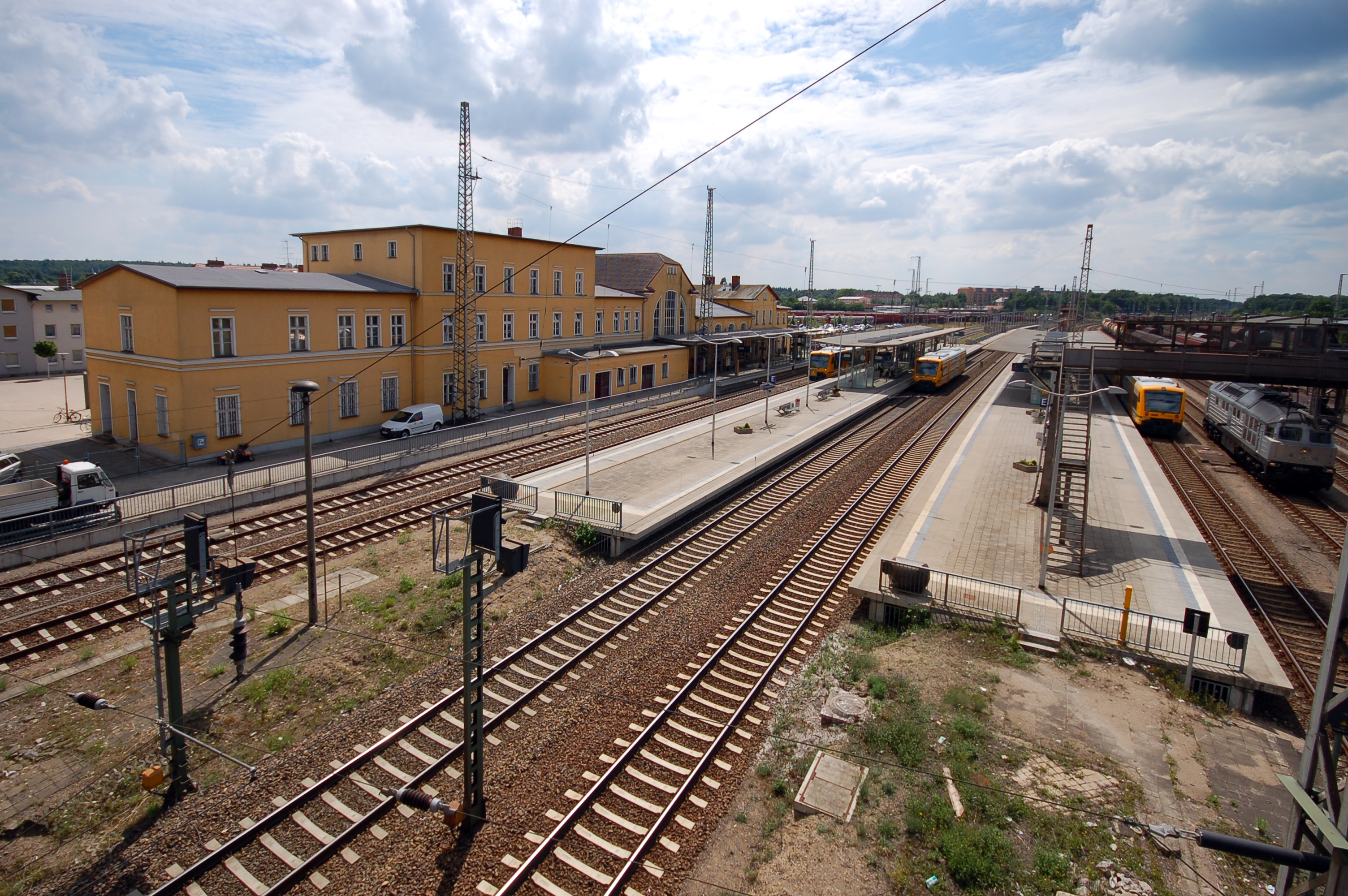
Station (2010)
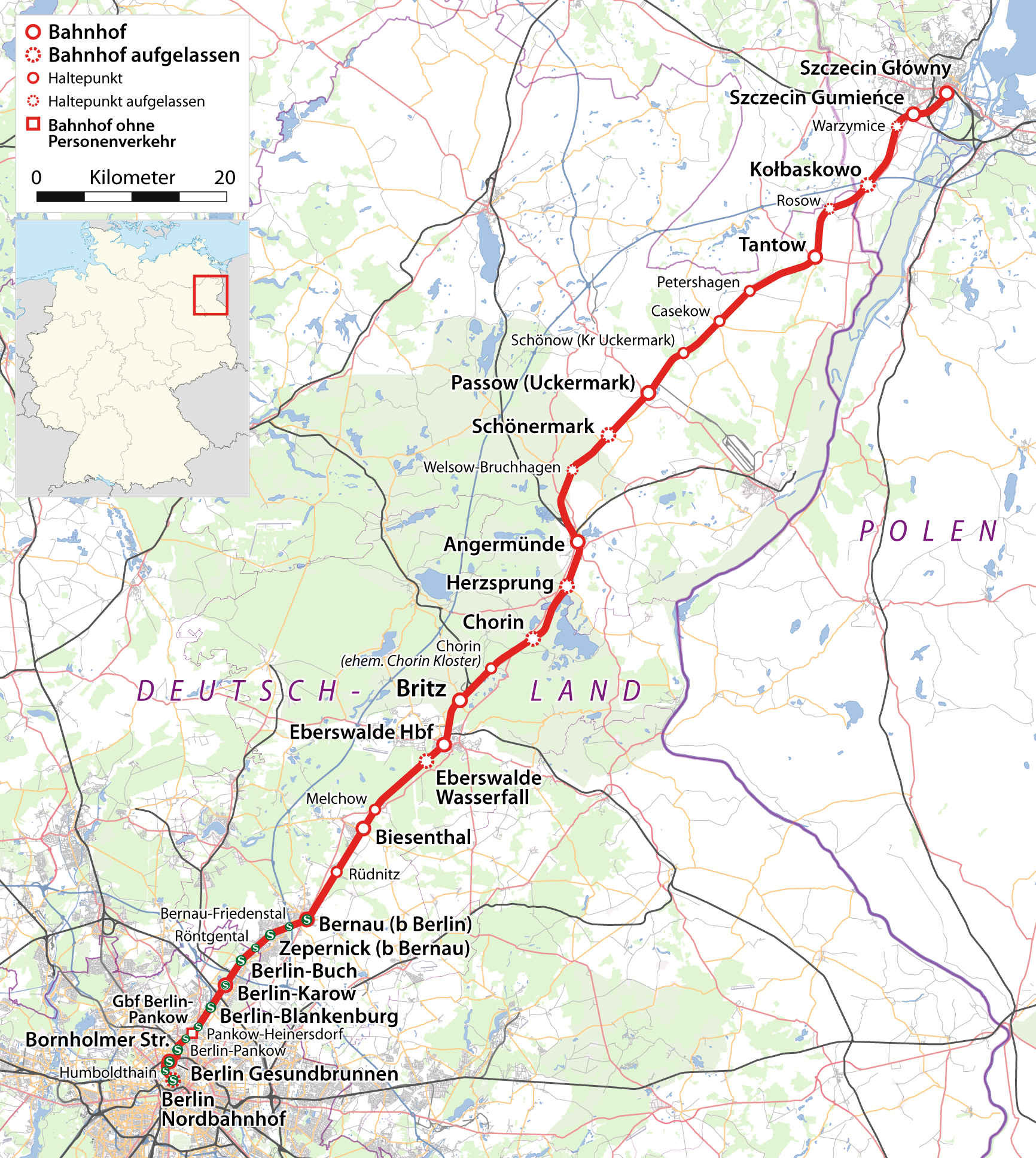
Kaart spoorlijn Berlijn-Stettin; aufgelassen = opgeheven
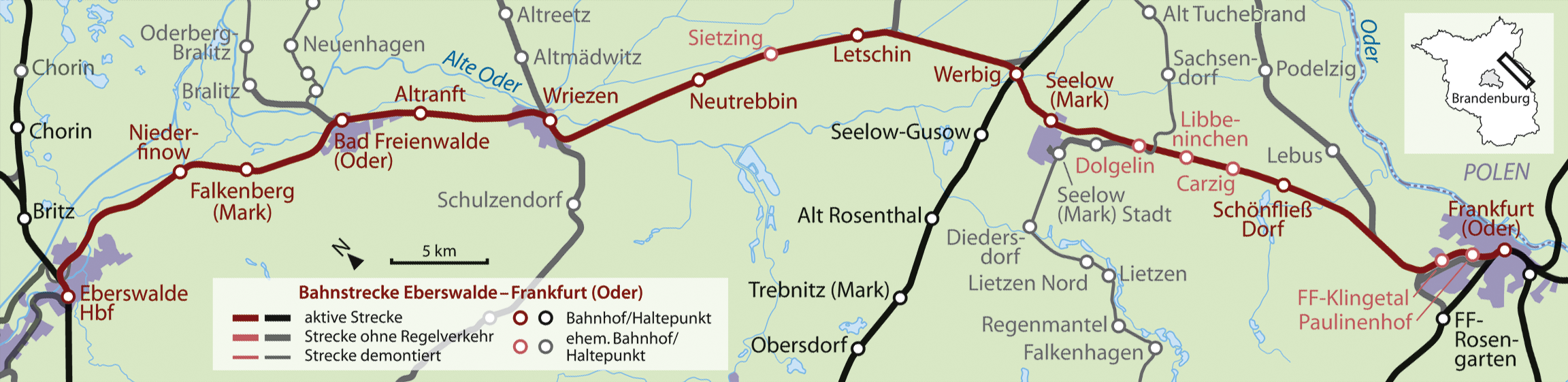
Kaart spoorlijn Eberswalde-Frankfurt (Oder)
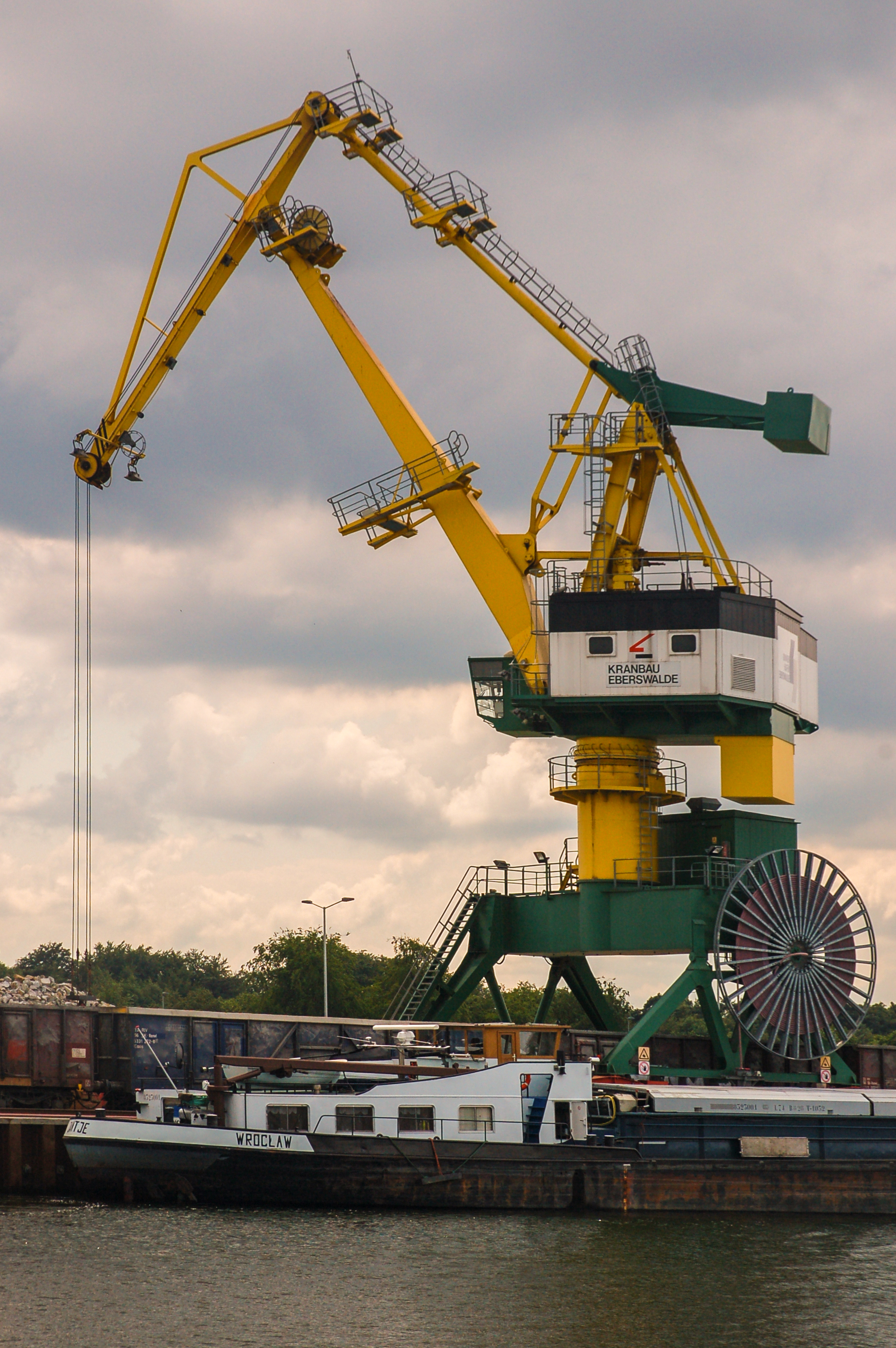
Hijskraan in de binnenhaven
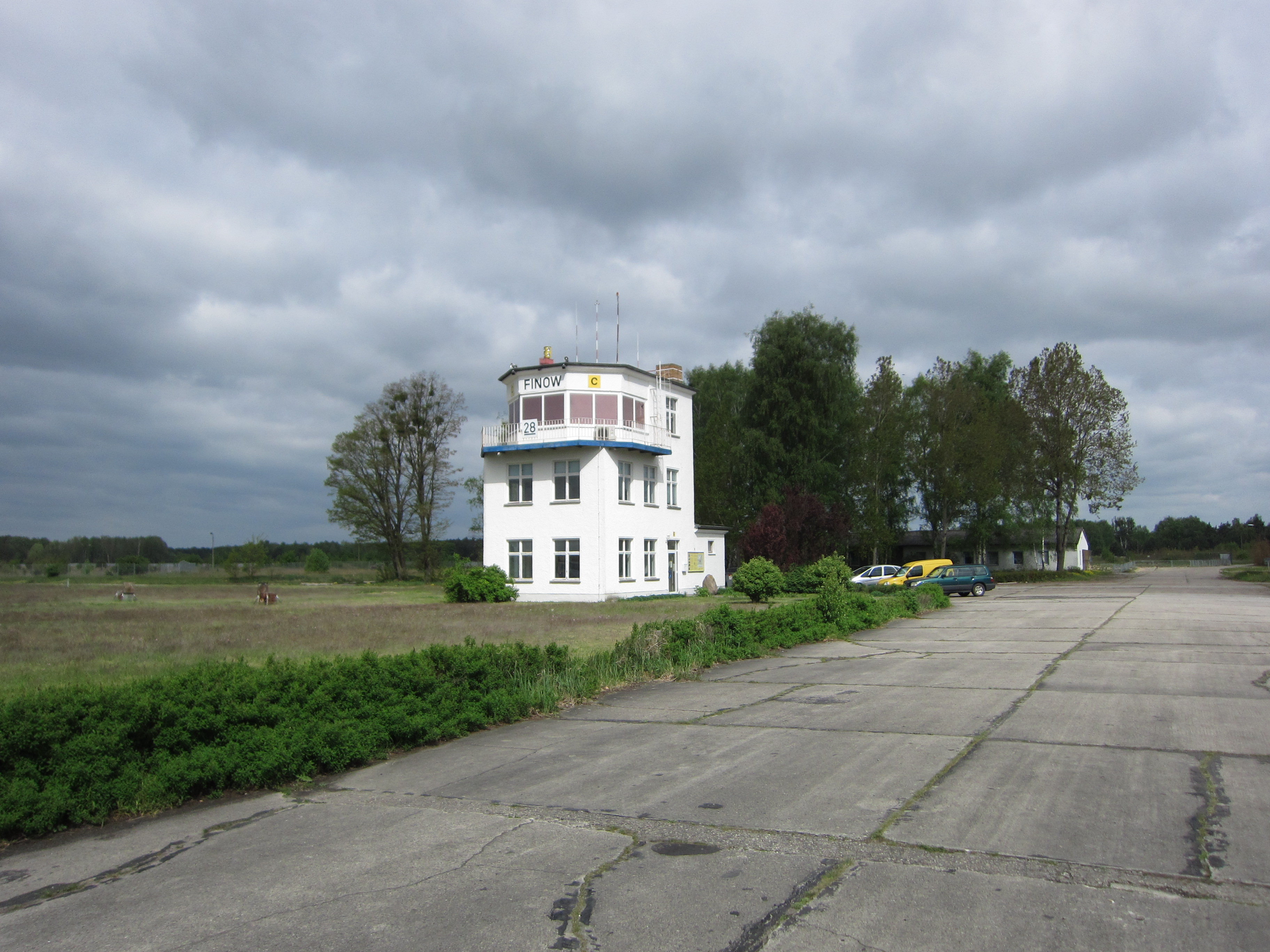
Verkeerstoren van het vliegveld

### Autowegen
De west-oost-verbinding B 167 (Neuruppin–Frankfurt/Oder) loopt door de stad. In het zuidoosten van de gemeente takt de B 168 (Eberswalde-Müncheberg) hiervan af.
Enige kilometers ten westen van stadsdeel Finow, te Finowfurt, ligt afrit 12 van de Autobahn A 11, die hier de B 167 kruist.

### Busvervoer
De Barnimer Busgesellschaft (BBG) exploiteert binnen Eberswalde twee trolley- (Lijn 861 en 862) en drie dieselbuslijnen (Lijn 863, 864 en 865). De trolleybussen zijn in 1940 in de plaats van een tramlijnennet gekomen.
| Lijn | Route                                                              | Frequentie                                        |
| ---- | ------------------------------------------------------------------ | ------------------------------------------------- |
| 861  | Nordend – Am Markt – Kleiner Stern – Brandenburgisches Viertel     | Ma.-Vr.: 15 min. / Za.-Zo. + feestdagen: 30 min.  |
| 862  | Ostend – Am Markt – Brandenburgisches Viertel – Kleiner Stern      | Ma.-Vr.: 15 min. / Za.-Zo. + feestdagen: 30 min.  |
| 863  | Nordend – Leibnizviertel – Hauptbahnhof – Westend                  | Ma.-Vr.: 60 min / Za.-Zo. + feestdagen: geen      |
| 864  | Busbahnhof – Kaufland (TGE) – Lichterfelde – Clara-Zetkin-Siedlung | Ma.-Vr.: 60 min. / Za.-Zo. + feestdagen: 120 min. |
| 865  | Busbahnhof – Zoo – Wald-Solar-Heim – Markt – Gropius-Krankenhaus   | Ma.-Vr.: 60 min. / Za.-Zo. + feestdagen: 120 min. |

Daarnaast worden nog streekbusdiensten vanuit Eberswalde uitgevoerd, met een frequentie van 60 of 120 minuten. Deze bussen rijden doorgaans niet of slechts incidenteel buiten kantooruren.

### Spoorwegen
Eberswalde heeft sedert 1842 een station (Eberswalde Hauptbahnhof) aan de kruising van de spoorlijn Berlin–Szczecin (op 43 km ten noordoosten van Station Berlin Gesundbrunnen) en  de spoorlijn Eberswalde–Frankfurt (Oder). Het station staat 2 km ten westen van het stadscentrum.
De voormalige spoorlijn Eberswalde-Finowfurt wordt sinds 1996 niet meer gebruikt en kende binnen de grenzen van de huidige gemeente de stations: Eberswalde Wasserfall, Eberswalde West, Eisenspalterei en Heegermühle.

### Vaarwegen
Het Oder-Havel-kanaal en, iets zuidelijker, het Finowkanaal lopen beide in west<->oost-richting door de gemeente. Aan het Oder-Havel-kanaal ligt een binnenhaven, en daar zijn enige industrieterreinen aanwezig.

### Vliegverkeer
Het in 1938 als Fliegerhorst van de Luftwaffe gebouwde, en in de DDR-periode tot Russische militaire vliegbasis uitgebreide, vliegveld Finow is tegenwoordig een burgervliegveld. Regelmatig is ter discussie gesteld, of dit vliegveld, dat 2 km ten west-zuidwesten van Eberswalde en 55 km ten noordoosten van het centrum van Berlijn ligt, al dan niet moet worden uitgebreid tot een extra luchthaven voor de Duitse hoofdstad; anno 2024 lijkt dat niet te gaan gebeuren, hoewel hierover rechtsgedingen lopen. 
Het vliegveld heeft ICAO-code EDAV, en heeft één betonnen start- en landingsbaan van 1.560 meter lengte en 50 meter breedte. De geografische coördinaten luiden: 52° 49′ 35″ N, 13° 42′ 5″ O (52 graden, 49 minuten en 35 seconden noorderbreedte, en 13 graden, 42 minuten en 5 seconden oosterlengte). Het veld ligt 35 m (116 ft) boven zeeniveau. Het wordt gebruikt door helikopters en door kleine sport-, zaken- en vrachtvliegtuigen.

## Economie, hoger onderwijs

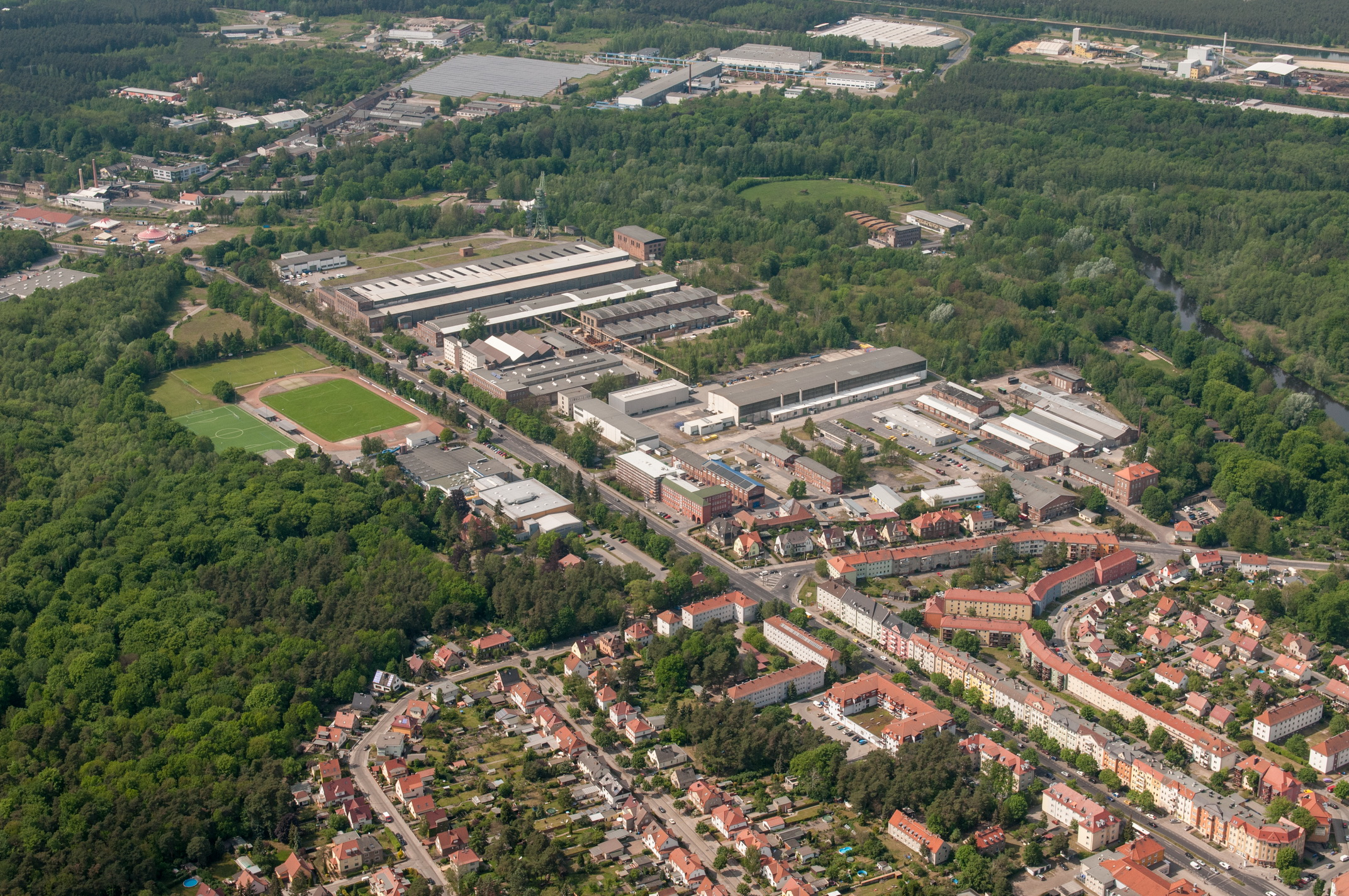
Ardelt Kranbau, fabriek en v.m. personeelswoonwijk (2023)
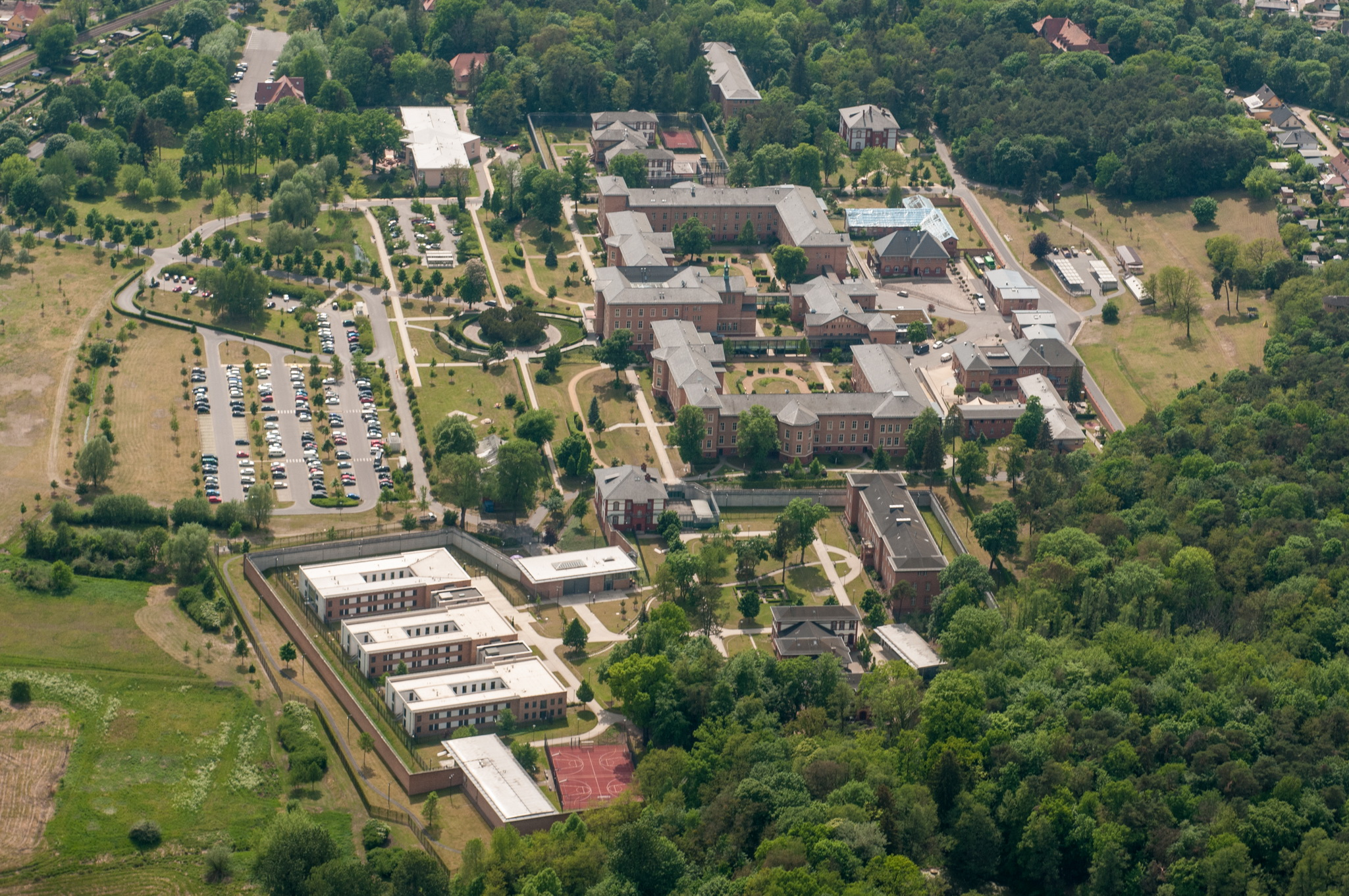
Martin-Gropius-kliniek, luchtfoto uit 2017
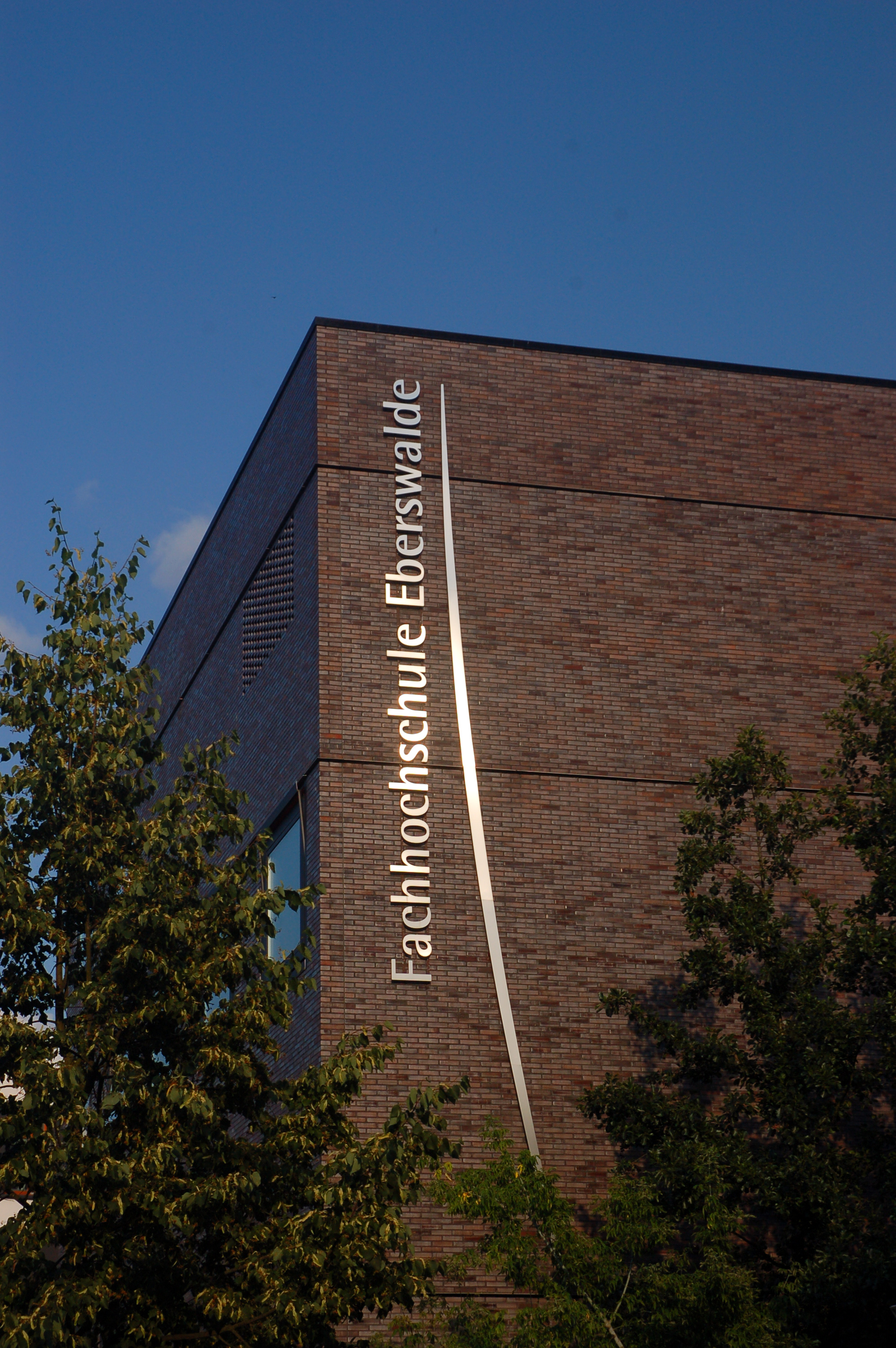
Hogeschool (1)
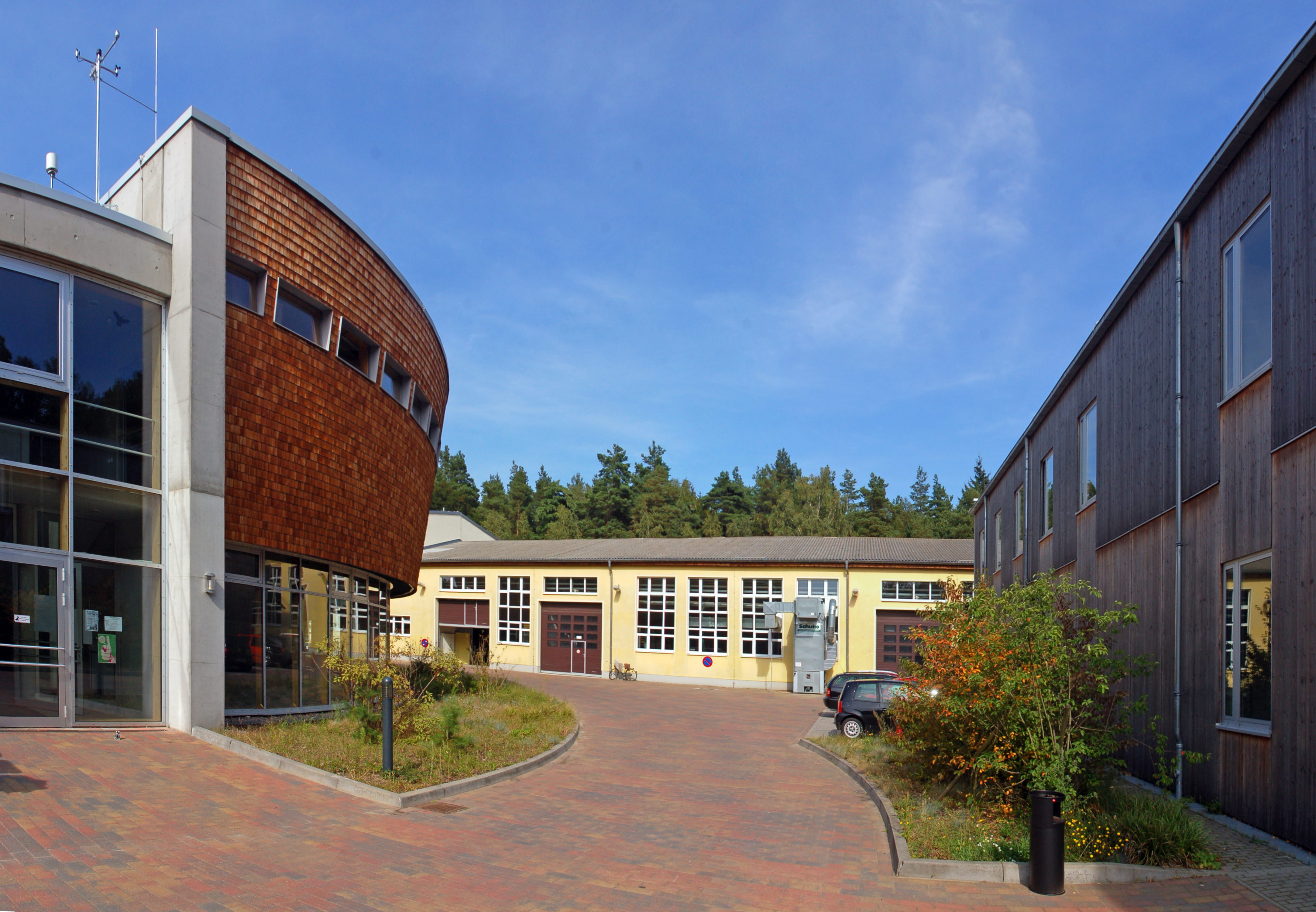
Hogeschool (2; zgn. Waldcampus)
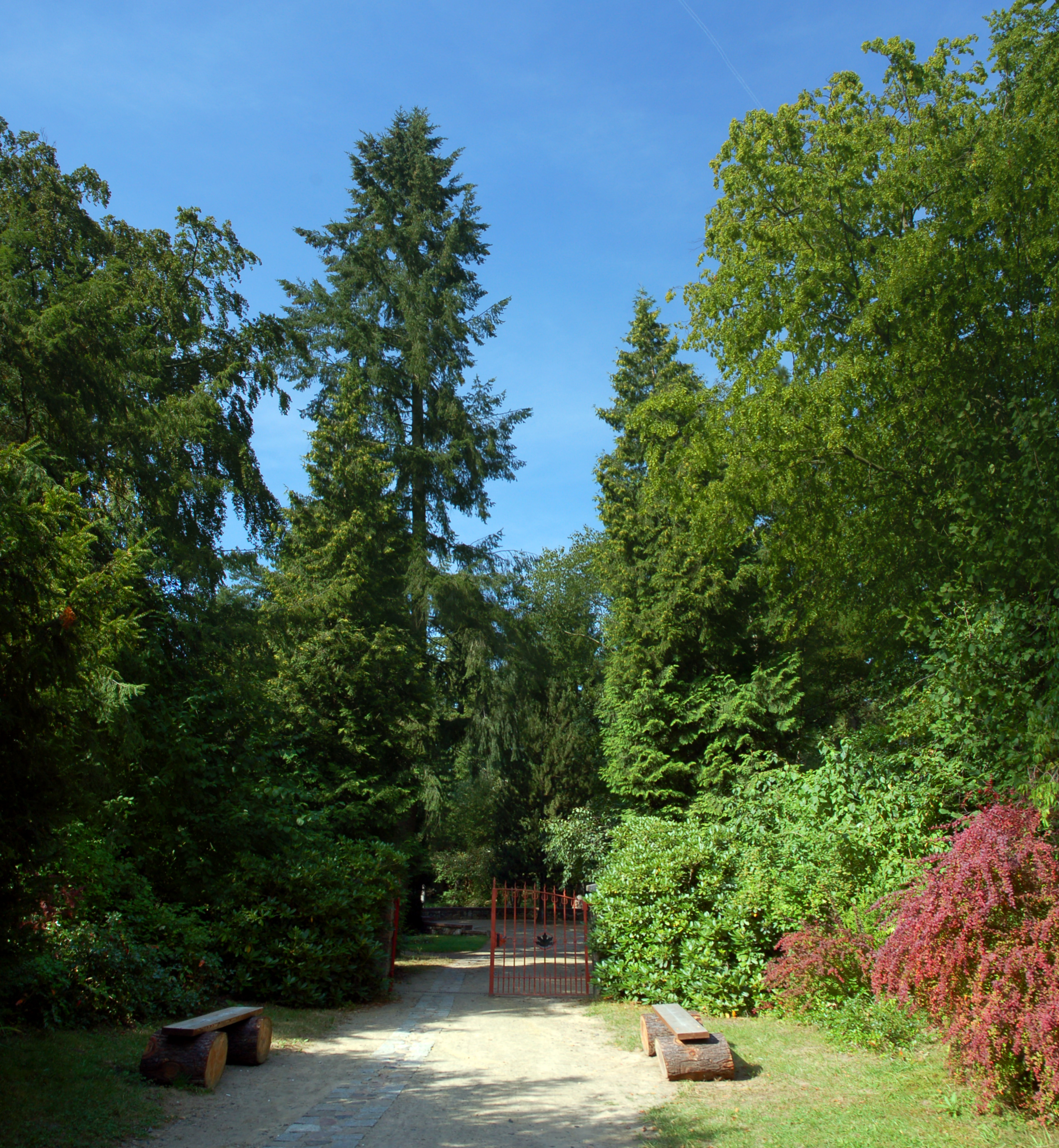
Ingang Forstbotanischer Garten van dit instituut

Eberswalde heeft sedert de 18e eeuw een historie als industriestad. Na de Duitse hereniging (1990) zijn veel fabrieken gesloten of ingekrompen, omdat de bedrijven niet voldeden aan westerse maatstaven voor rentabiliteit.
Gebleven is nog een industrieel complex direct naast het centraal station, waar spoorwegmaterieel wordt  gerepareerd. Het in 1902 opgerichte bedrijf Ardelt Kranbau, dat grote havenkranen bouwt, is na de Wende in gemoderniseerde en afgeslankte wijze blijven voortbestaan; het beschikte in het verleden over eigen personeelswoonwijken, die nog steeds nabij het fabriekscomplex staan; anno 2023 werkten er 220 mensen. In stadsdeel Finow staat sinds 1999 een fabriek van metalen auto-onderdelen. Aan de noordoostkant van de stad, aan het Oder-Havelkanaal, staat een grote fabriek van veevoer. Er staat in de stad ook nog een groot abattoir annex fabriek van vleesproducten. 
Bij stadsdeel Sommerfelde is de afvalberg van een voormalige mijn  omgevormd tot een groot zonnepanelenpark. Ook rondom het vliegveld ligt een groot zonnepanelenpark.
Het grootste en oudste ziekenhuis van Eberswalde is het Martin-Gropiusziekenhuis. Het is  een in 1865 gebouwde , en daarna regelmatig gemoderniseerde  psychiatrische instelling met, in 2020, ruim 350 bedden. Het is een soort filiaal van ziekenhuis Charité (Berlijn). Het is genoemd naar de architect,  die het monumentale gebouw ontwierp, een verre verwant van zijn latere collega Walter Gropius.
In de stad staat sinds 1993 weer een hogeschool, die indirect voortgekomen is uit een in 1830 opgerichte hogere bosbouwschool (Forstakademie) en die in de DDR-periode vanaf 1963 gesloten is geweest. Zij is een van de belangrijkste werkgeefsters van de stad. Het over drie locaties in de gemeente gespreide staatsinstituut draagt de naam Hochschule für nachhaltige Entwicklung Eberswalde afgekort HNEE, of Engels: Eberswalde University for Sustainable Development. Er wordt o.a. bosbouwkunde, duurzaam landschapsbeheer en duurzame economie onderwezen. In 2022 had de instelling 2.100 studenten en 61 professoren. Tot de instelling behoort ook een, al sinds 1831 bestaande, tegenwoordig 8 hectare grote Forstbotanischer Garten, een wetenschappelijk arboretum. De bosbouw is in Eberswalde zelf ook niet zonder betekenis. In de gemeente ligt 1.080 hectare productiebos. 
Te Eberswalde bestaat verder een kleine, maar prestigieuze onderwijsinstelling, waar men na de middelbare school voor de beroepen van verloskundige en verpleegkundige kan studeren.

## Geschiedenis

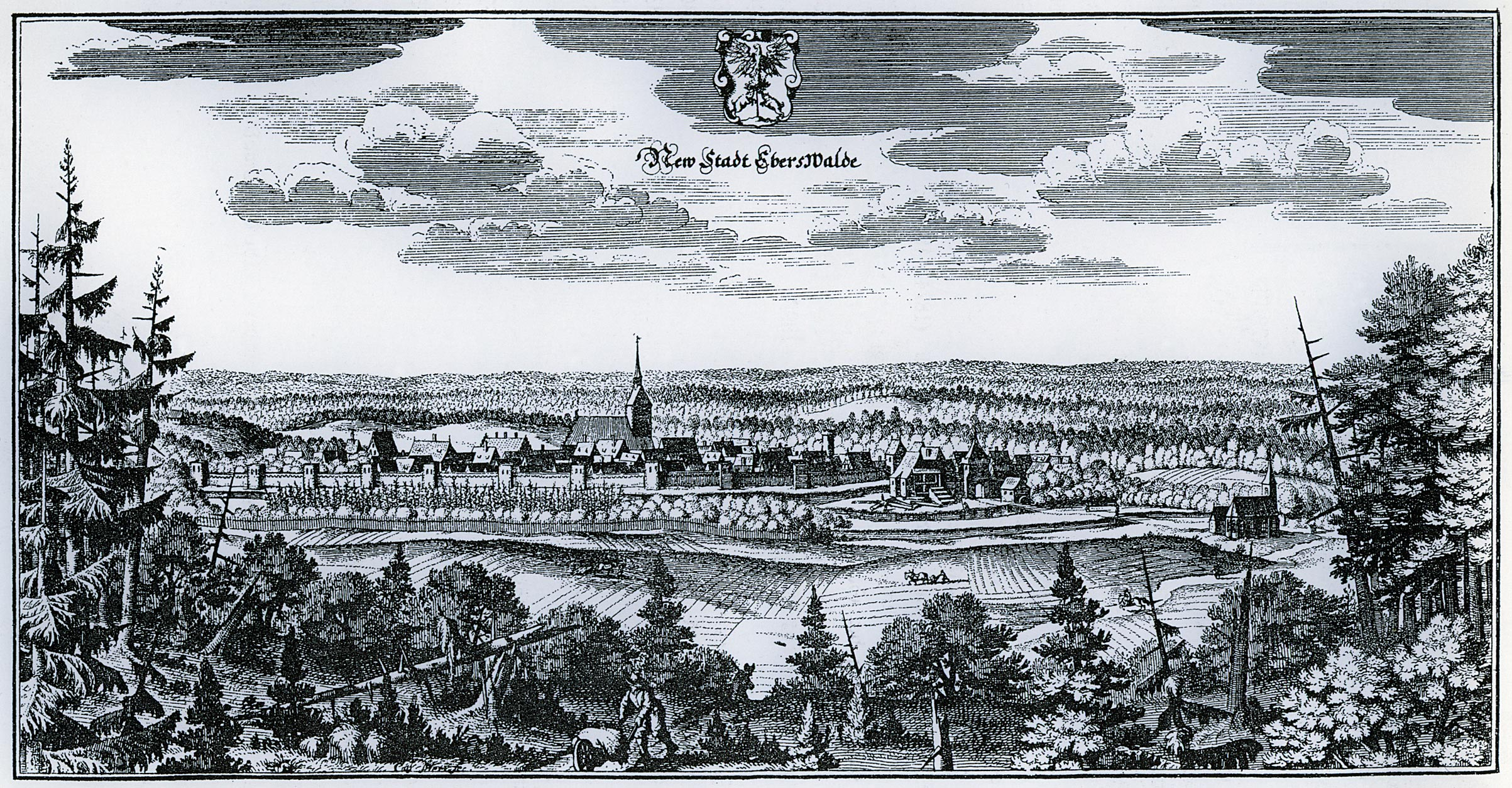
Merian-prent Eberswalde,  na 1625
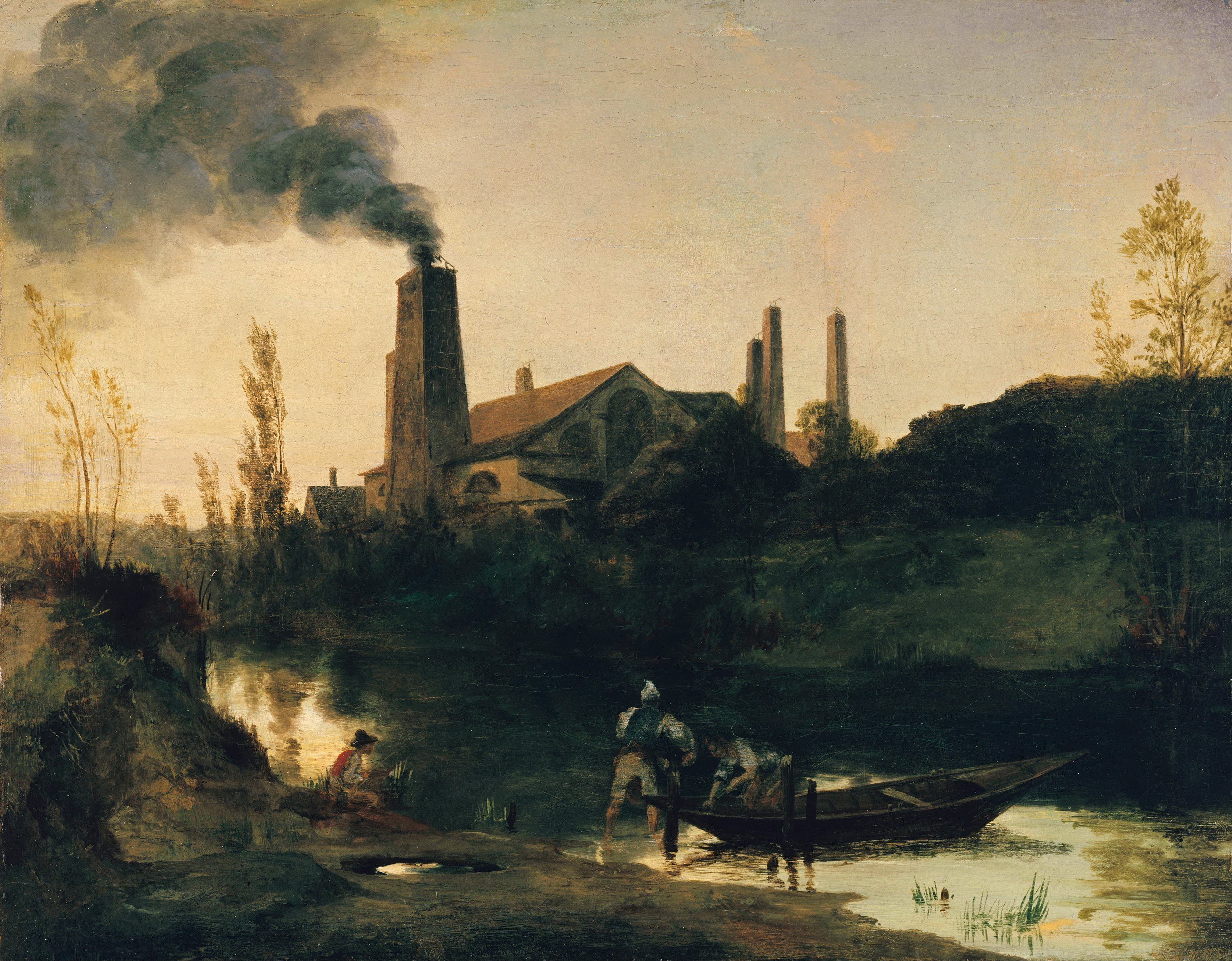
Walserij te Eberswalde, schilderij uit 1830 door Carl Blechen
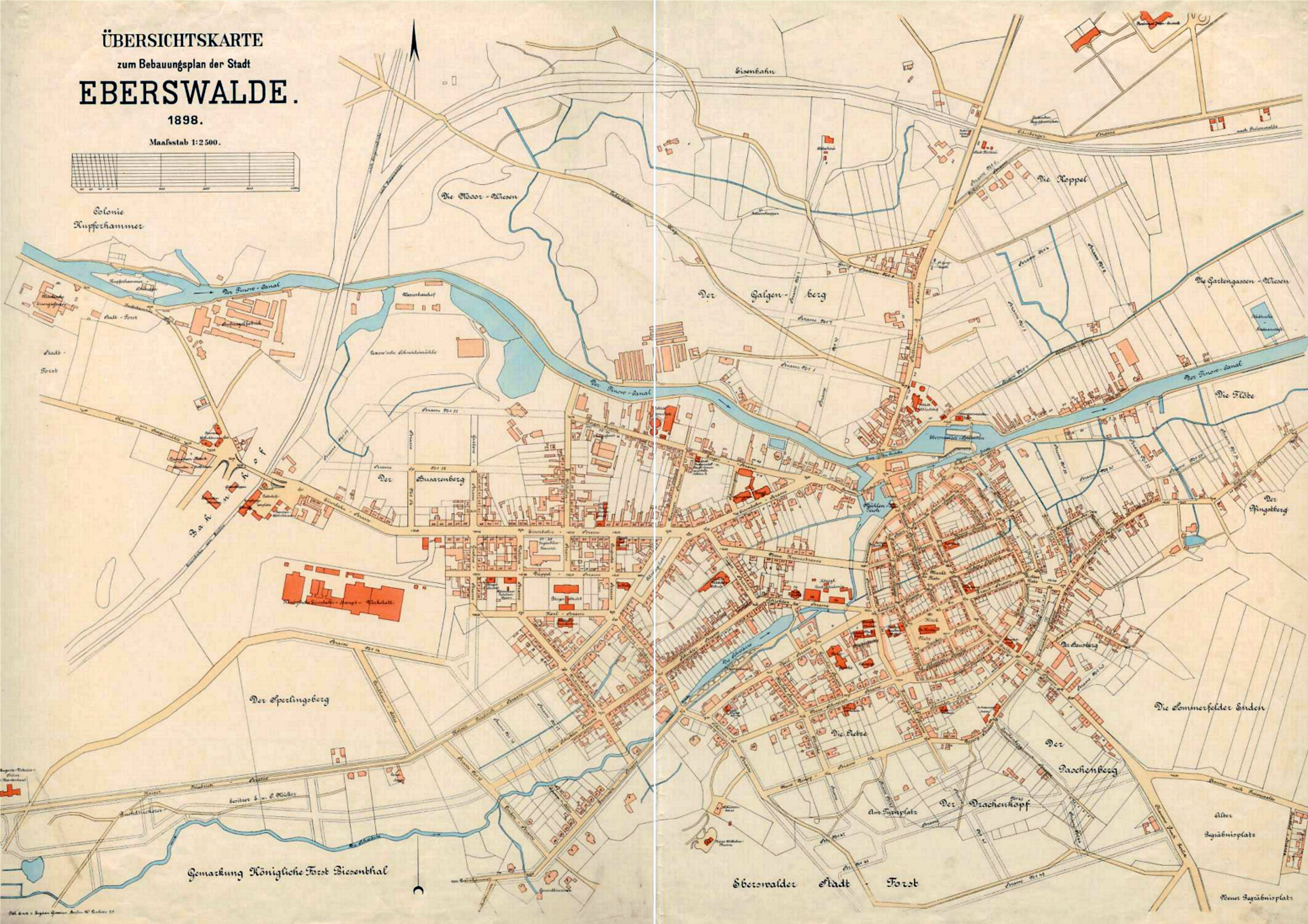
Plattegrond van de stad in 1898

Eberswalde ontstond in de 12e eeuw uit handelsdorpen in een al sinds de Jonge Steentijd bewoond  gebied rondom een voorde in de rivier de Finow. De plaats verwierf in de 13e eeuw stadsrechten. Het document,  waarin staat, dat deze in 1254 werden  verleend door markgraaf Johan I van Brandenburg, is mogelijk een vervalsing. Wel is zeker, dat Neustadt  Eberswalde  reeds in 1276 een stad was. Neustadt Eberswalde  lag eeuwenlang, tot en met de 18e eeuw, in de Mark Brandenburg. In 1499 werd de stad door een grote stadsbrand bijna geheel verwoest. 
Het stadsdeel Finow ontstond uit een fusie tussen enkele kleine plaatsen. Eén daarvan, Heegermühle, bestaat zeker reeds sinds 1294. Finow was van 1935 tot 1970, toen het in de gemeente Eberswalde opging, officieel een stad. Omstreeks 1698 werd een ijzer- en staalwalserij in Finow opgericht. Dit bedrijf,  dat in de DDR-periode (1953-1990) o.a. stalen buizen en pijpleidingen produceerde, bestond tot 2012, toen het failliet ging. Een ander bedrijf uit Finow, Messingwerk, produceerde in de jaren-1930 voor die tijd moderne prefabwoningen. De gevels daarvan waren gedeeltelijk van blik met een hoog gehalte koper. In verscheidene stadsdelen  van Eberswalde staan nog dergelijke Kupferhäuser. Het messingbedrijf liet in de jaren-1930 een personeelswoonwijk bouwen, die in de DDR-periode omgedoopt werd tot Clara-Zetkin-Siedlung.
In de Dertigjarige Oorlog had het gebied van de huidige gemeente  Eberswalde zeer veel te lijden door oorlogsgeweld  en epidemieën van besmettelijke ziektes. Ook het van 1605 tot 1620 aangelegde Finowkanaal werd verwoest. 
De Reformatie in de 16e eeuw had tot gevolg, dat de bevolking van Eberswalde massaal overging tot het evangelisch-lutherse protestantisme. Tot op de huidige dag zijn de meeste christenen in de gemeente deze gezindte toegedaan.  Ook de in dit artikel genoemde kerkgebouwen in de gemeente zijn, tenzij uitdrukkelijk anders vermeld,  evangelisch-luthers. 
In de 18e eeuw, onder Brandenburgs-Pruisisch bestuur, volgde een krachtig, van overheidswege gestimuleerd,  herstel. Men liet bekwame ambachtslieden  van elders, o.a. uit Zwitserland, immigreren. Het Finowkanaal werd hersteld, waardoor de stad eenvoudig bereikbaar werd vanuit Berlijn en vanaf de Oder.
Een voorbeeld hiervan is de kopersmidse van de firma Specht, die in 1708 was opgericht,  ten zuiden van Eberswalde. In het midden van de 18e eeuw werd dit bedrijf omgezet in een papierfabriek. Deze maakte hoogwaardig, machinaal geschept papier. Eromheen ontstond het fabrieksdorp Spechthausen. Dit bedrijf was de producent van het papier voor  alle tot 1945 uitgegeven Duitse bankbiljetten. In 1956 werd de onderneming opgeheven. De fabriek werd tot kazerne voor het Oost-Duitse leger, de Nationale Volksarmee, verbouwd. Te Spechthausen staan anno 2024 bijna alleen nog woonhuizen.
Van 1750 tot 1898 was er in de gemeente een minerale bron met kuurbedrijf  aanwezig. 
In 1830 verhuisde de hogere bosbouwopleiding van Berlijn naar het tussen de bossen gelegen Eberswalde.  In 1811 was nabij Dresden, in Tharandt, al een soortgelijke instelling opgericht. 
Reeds in 1842 verkreeg Eberswalde aansluiting op het spoorwegnet, reden om de stad in westelijke richting uit te breiden.
In 1877 werd de stad van Neustadt Eberswalde omgedoopt in Eberswalde. Van 1970 tot 1993 heette  de gemeente Finow-Eberswalde.
De stad werd op 16 mei 1913 wereldnieuws, toen bij graafwerkzaamheden voor de fundamenten van een woning een goudschat gevonden werd.
Van 1909 tot 1939 bedreef de firma Lorenz te Eberswalde een 70 meter hoge zendmast voor telegrafie en voor experimentele radio-uitzendingen. 
In de periode van Adolf Hitlers Derde Rijk werden de Joden uit de stad, zoals overal elders, ten dode toe vervolgd. In november 1938 werd in de Kristallnacht de synagoge verwoest. Veel Joden werden omgebracht in de Holocaust. 
Veel fabrieken in Eberswalde en omgeving werden in de nazi-periode voor de productie van oorlogsmaterieel en wapens ingezet, en draaiden  op  arbeidsinzet door dwangarbeiders, onder andere afkomstig uit concentratiekampen. Honderden van deze dwangarbeiders overleefden de onmenselijke werkomstandigheden en andere ontberingen  niet. Zo produceerde het kraanbouwbedrijf Ardelt tot begin 1945 allerlei onderdelen voor kanonnen en tanks.
Aan het eind van de Tweede Wereldoorlog, op 25 april 1945, werd Eberswalde zwaar getroffen door  luchtaanvallen, vooral gericht tegen de fabrieken en spoorlijnen in de stad. Dit was een bombardement door de eigen Duitse Luftwaffe. Doel hiervan was, te voorkomen,  dat de stad met haar industrie ongeschonden in vijandelijke handen zou vallen, de zogenaamde tactiek van de verschroeide aarde.
Eén dag na dit bombardement, op 26 april 1945, werd Eberswalde na betrekkelijk weinig strijd veroverd door het Rode Leger van de Sovjet-Unie. Dat nam meteen ook de militaire vliegbasis van de Duitsers over. Enkele fabrieken werden ontmanteld,  en de machinerieën naar Rusland afgevoerd, maar een groot deel van de industrie werd in de volgende periode weer opgebouwd.  Van 1949 tot 1990 lag Eberswalde in de DDR.  Gedurende deze gehele periode waren er zeer veel, wellicht meer dan 10.000, Russische militairen te Eberswalde gestationeerd. De zware metallurgische industrie herleefde. De stad onderging uitbreidingen met Plattenbau-flatwijken, en had in de jaren-1980 bijna 55.000 inwoners.
Na de Duitse hereniging in 1990 moesten veel naar Westerse maatstaven onrendabele bedrijven sluiten of ingrijpend reorganiseren. Veel arbeiders verloren hun baan en trokken weg naar economisch sterkere gebieden in Duitsland, waardoor het bevolkingscijfer, evenals in veel andere Oost-Duitse steden, sterk daalde. Onder de achterblijvers waren velen werkloos. Ontevredenheid over de politieke ontwikkelingen na 1990 bleek, vooral bij jongeren van 15-30 jaar, een voedingsbodem voor extreemrechtse groeperingen en voor excessen door neo-nazi's. 
De stadsvernieuwing kreeg een impuls door de toewijzing van de, door hogere overheden en het bedrijfsleven gesubsidieerde, Landesgartenschau 2002 aan de stad. Een voormalig industrieterrein werd tot een multifunctioneel evenementenpark omgevormd. Tot op de huidige dag streeft de gemeente er, moeizaam maar gestaag, naar, Eberswalde tot een aantrekkelijker woonstad, te midden van de bossen,  te maken.

## Bezienswaardigheden
- De 14e-eeuwse, evangelisch-lutherse Maria Magdalenakerk
- Op 1 juli 2007 werd in Eberswalde, de geboortestad van de kunstenaar van die naam[8], het Paul-Wunderlich-Haus geopend in aanwezigheid van bondskanselier Angela Merkel en Wunderlich zelf. Dit is een bestuurskantoor van onder andere de Landkreis Barnim (deelstaat Brandenburg), maar ook een aan Wunderlich gewijd museum, een restaurant en een complex kleine bedrijven en kantoren. Bij de bouw van het Paul-Wunderlich-Haus is veel aandacht besteed aan het milieu, zoals opwekking van aardwarmte. In het Paul-Wunderlich-Haus bevinden zich onder meer grafische werken, voorwerpen van porselein, meubels en sieraden, en schilderijen van Wunderlichs hand of naar zijn ontwerp.
- De ter gelegenheid van de Landesgartenschau in 2002 op de restanten van oude fabrieken aangelegde Familiengarten, met talrijke attracties, enige uitgaansgelegenheden en uitingen van hedendaagse kunst, waaronder de te beklimmen voormalige havenkraan Montageeber. Deze is in 1954 in Eberswalde zelf gebouwd, en is 58 m hoog. Het uitzichtplatform ligt op 30 m hoogte.
- Aan de zuidrand van de stad bevindt zich op bosrijk terrein een 15 hectare grote dierentuin. Enige soorten apen lopen binnen de hekken van de dierentuin los rond. Tot de dierencollectie behoren verschillende soorten grote katachtigen.
- Op het vliegveld bij Finow bestaat sedert 1992 een luchtvaartmuseum, waar circa 25 vliegtuigen en helikopters van nabij kunnen worden bekeken.
- Een voormalige apotheek in de stad, in een vakwerkhuis uit het eind van de 17e eeuw, huisvest het plaatselijke historische museum. Dit heeft in 2001 een boekje van 151 pagina's uitgegeven met de titel Eberswalde 1945. Hier staan ook verslagen in, opgetekend door ex-dwangarbeiders, die het verblijf in de nazi-werk- en concentratiekampen van Eberswalde hebben overleefd. Onder deze verslagen is dat van een Nederlander, Albert Roctus uit Kloosterzande, zie blzz. 6 tot 9. Zie onderstaande link (PDF-document).
- Eberswalde ligt in een mooie omgeving met veel bossen en meren. De Werbellinsee, met meerdere campings aan zijn oevers, ligt slechts ongeveer 8 km ten noordwesten van de stad, in het Biosfeerreservaat Schorfheide-Chorin.

## Afbeeldingen

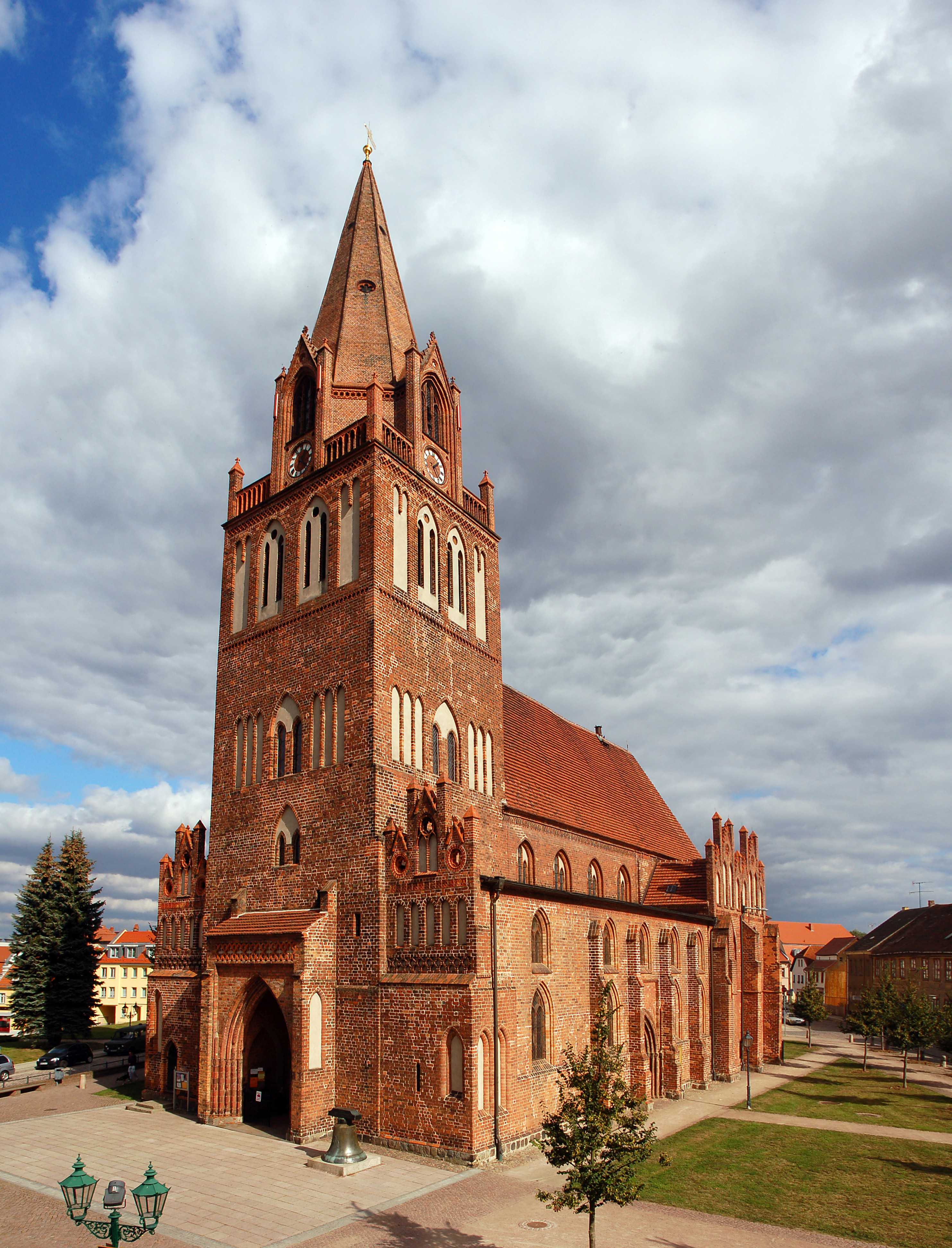
Maria-Magdalenakerk
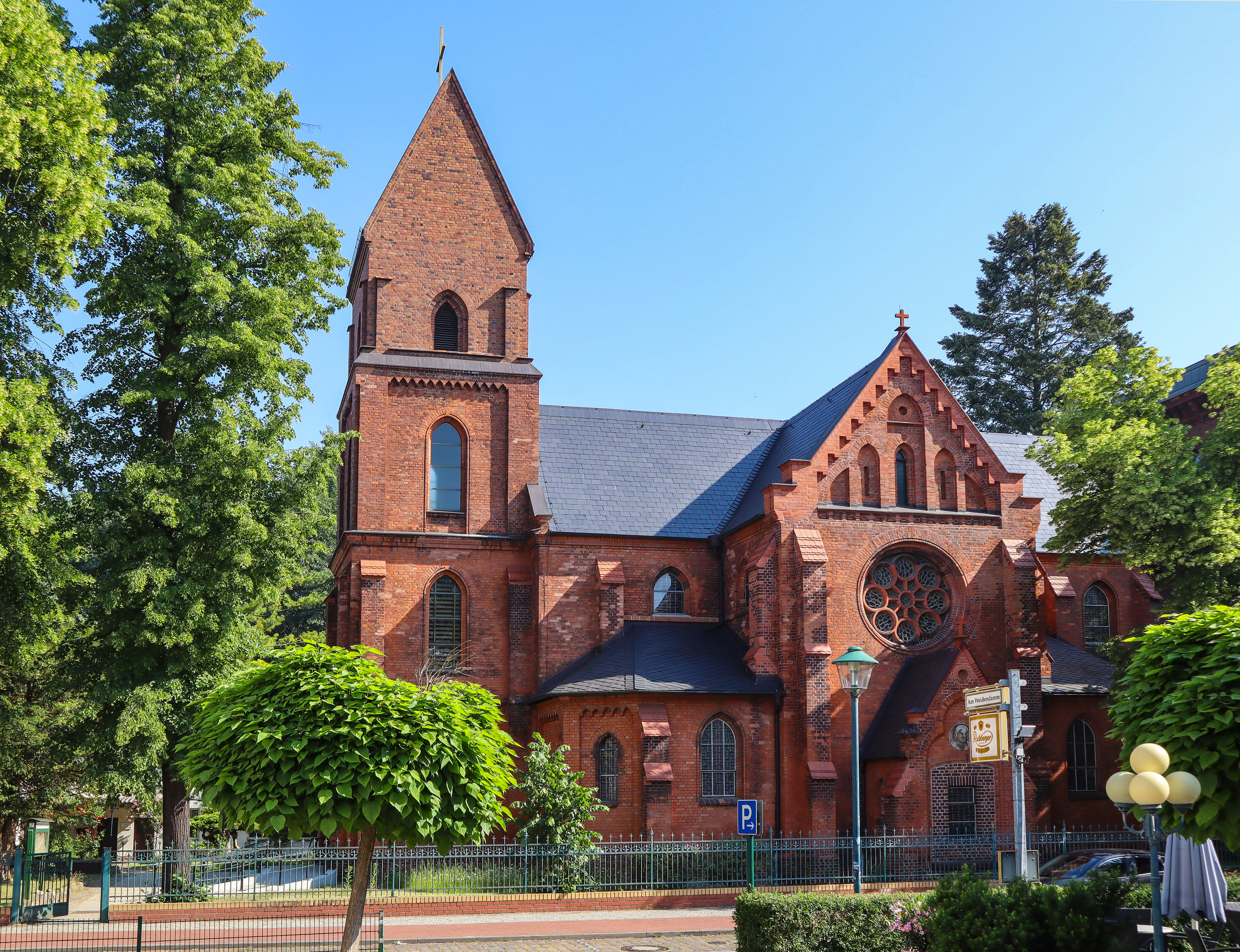
Rooms-katholieke kerk St. Petrus en Paulus
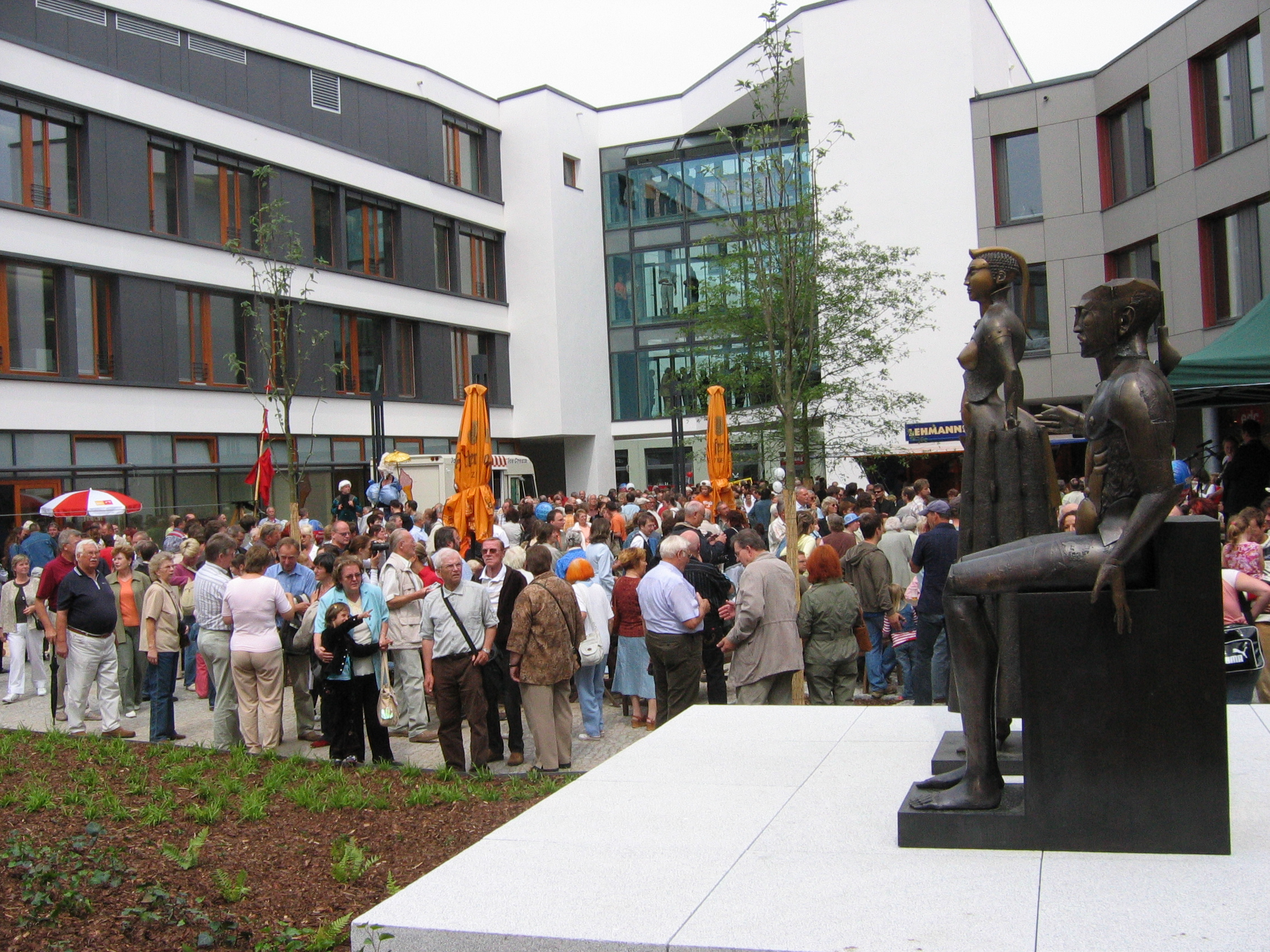
1 juli 2007, opening Paul-Wunderlich-Haus: rechts op de foto Wunderlichs sculpturen Tanzende Frau II en Sitzender Mann II
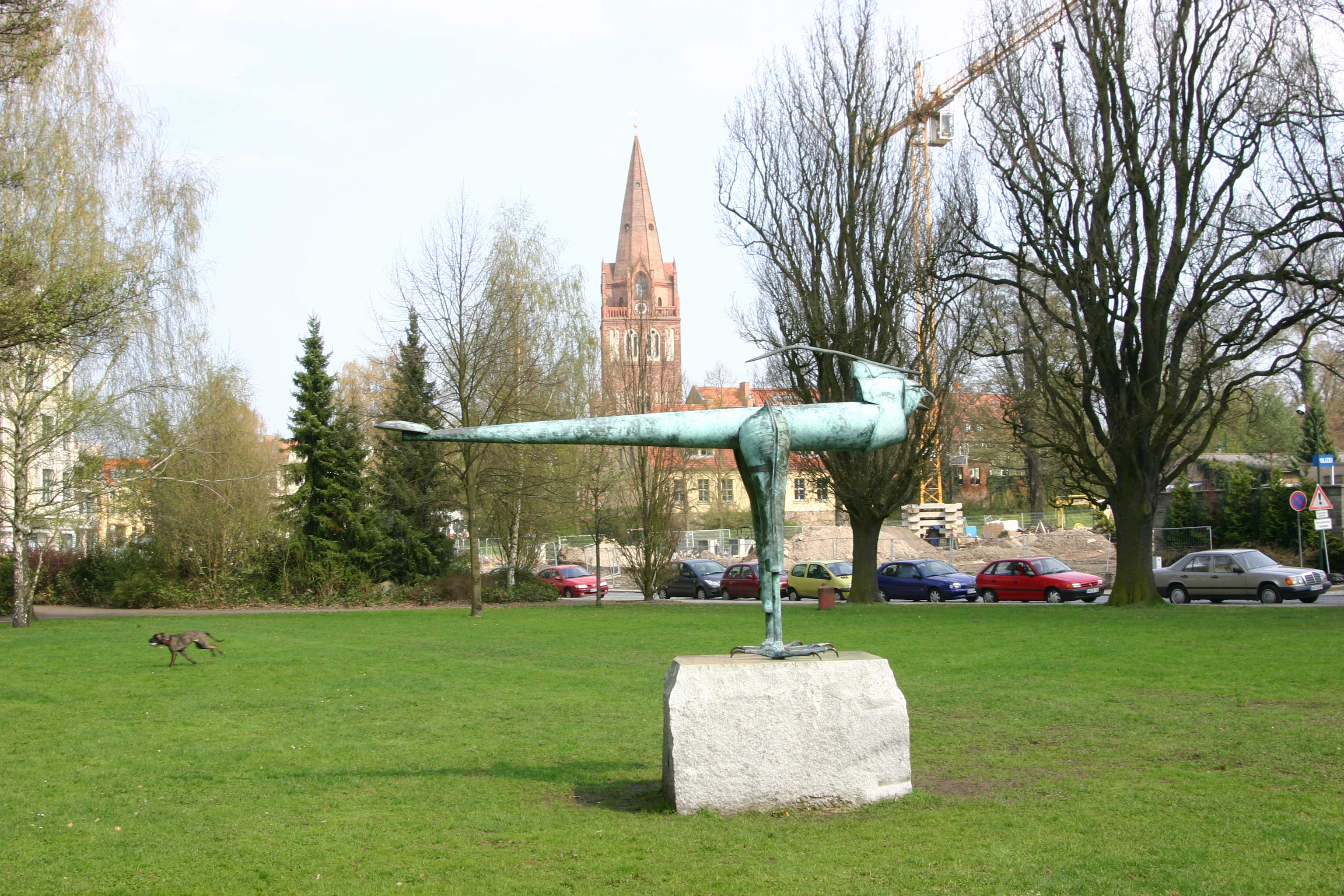
Sculptuur Vogel of Raubvogel aan de Weidendamm te Eberswalde, bij het Paul-Wunderlich-Haus; schenking door de kunstenaar
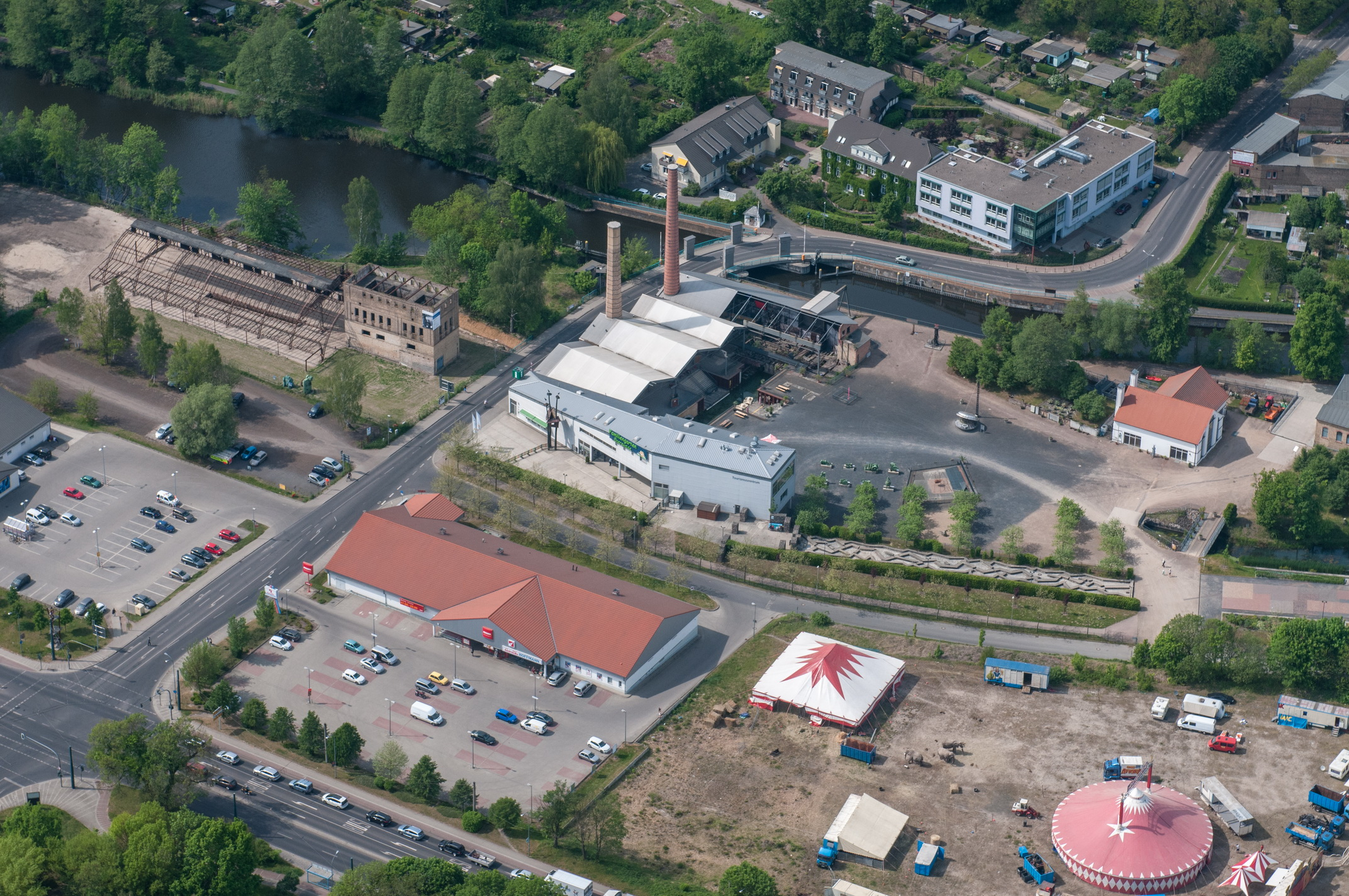
Het park Familiengarten
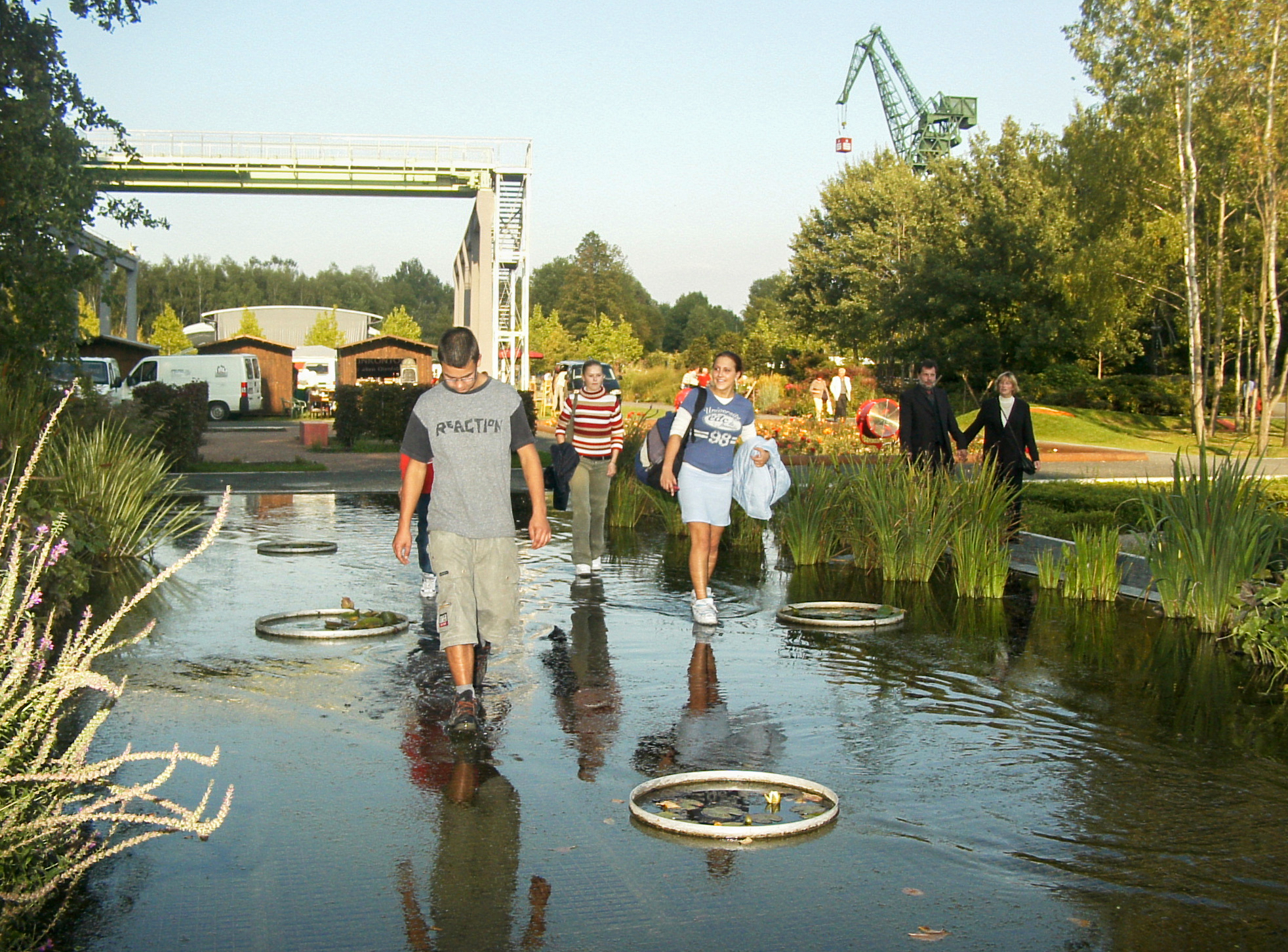
De Jezus-tuin in dit park, waar men, evenals, volgens de Bijbel Jezus Christus deed, als het ware over het water kan lopen.
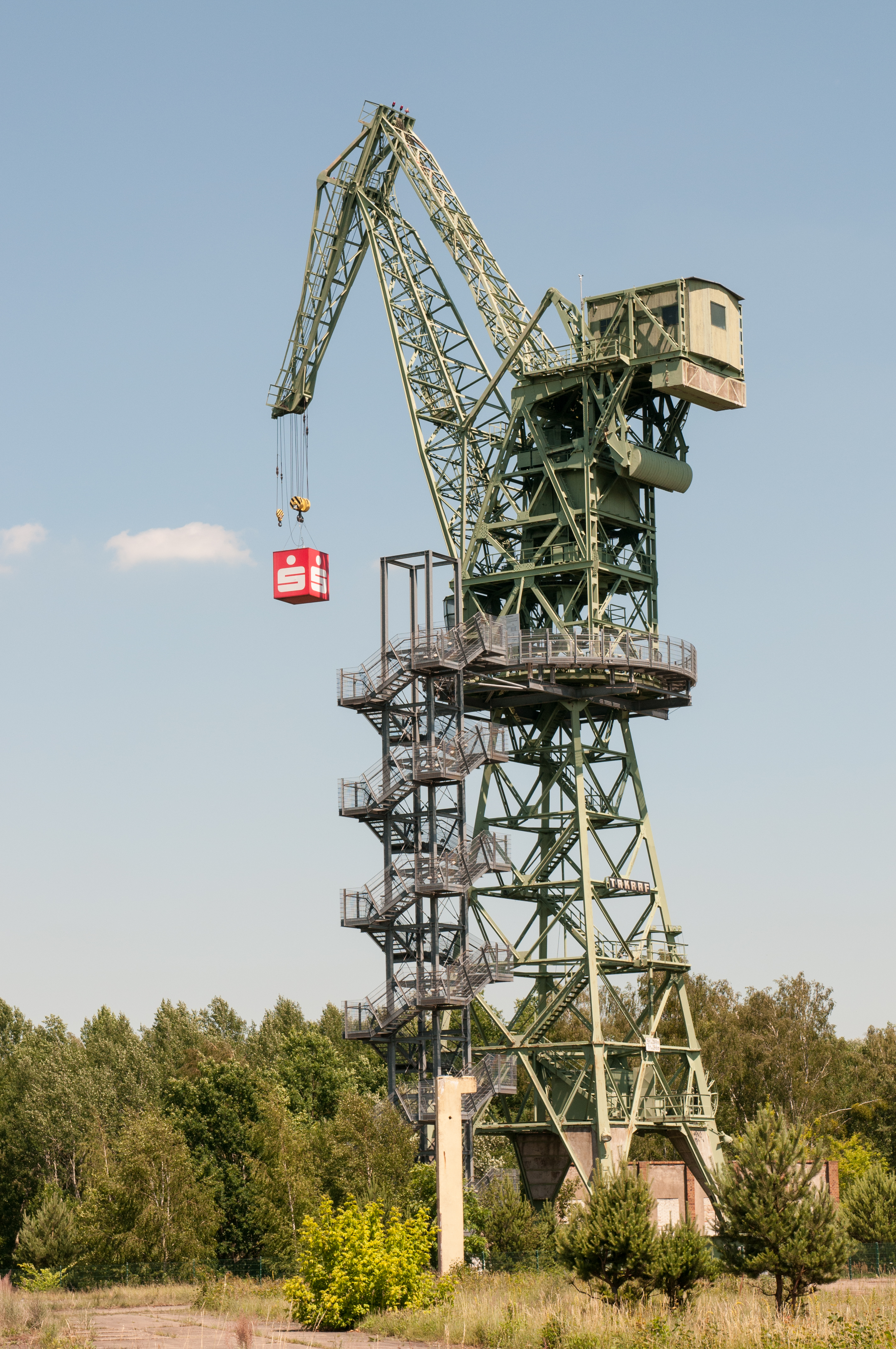
Monumentale hijskraan Montageeber in de Familiengarten
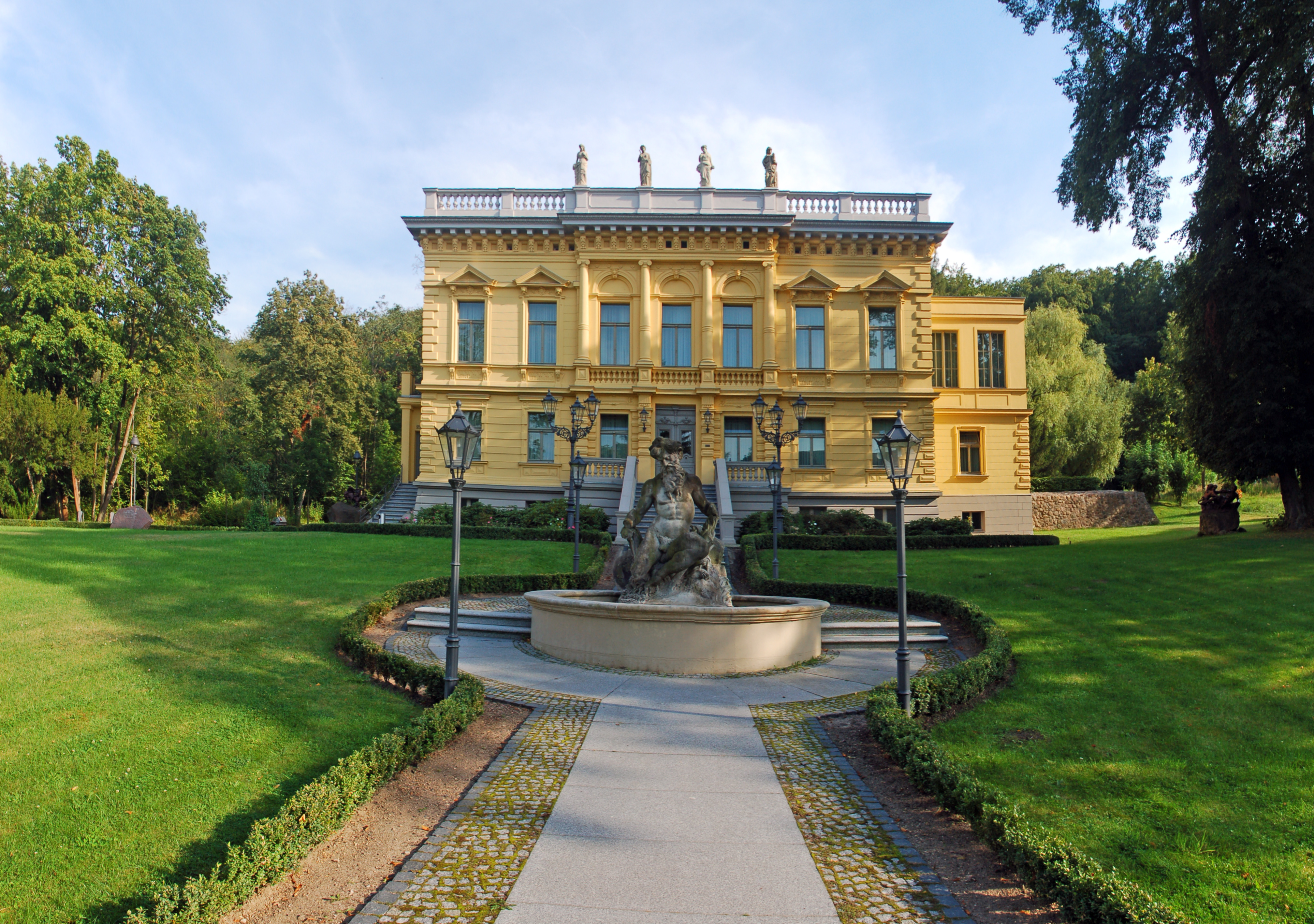
De in 1834 gebouwde Märchenvilla (Sprookjesvilla), zetel van de burgerlijke stand  en standaard-trouwlocatie van Eberswalde
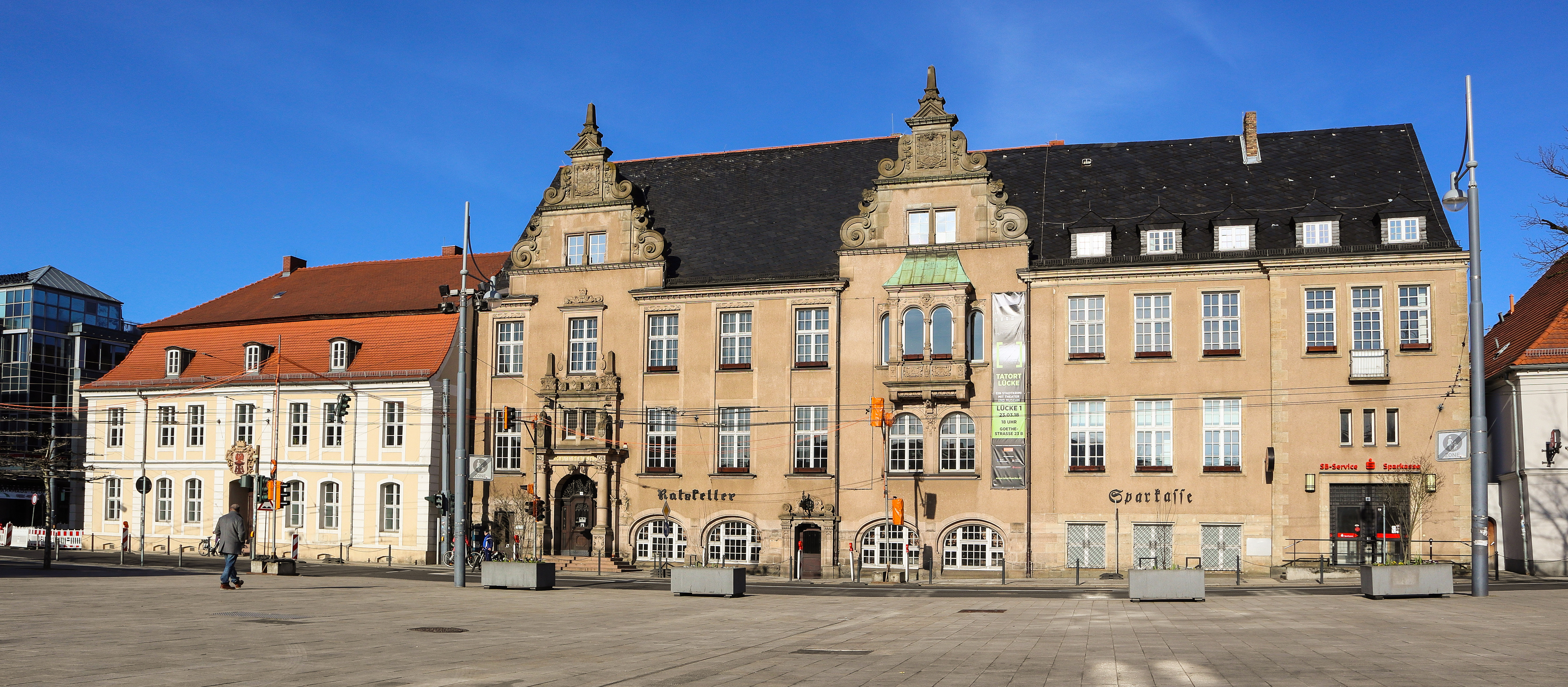
Stadhuis
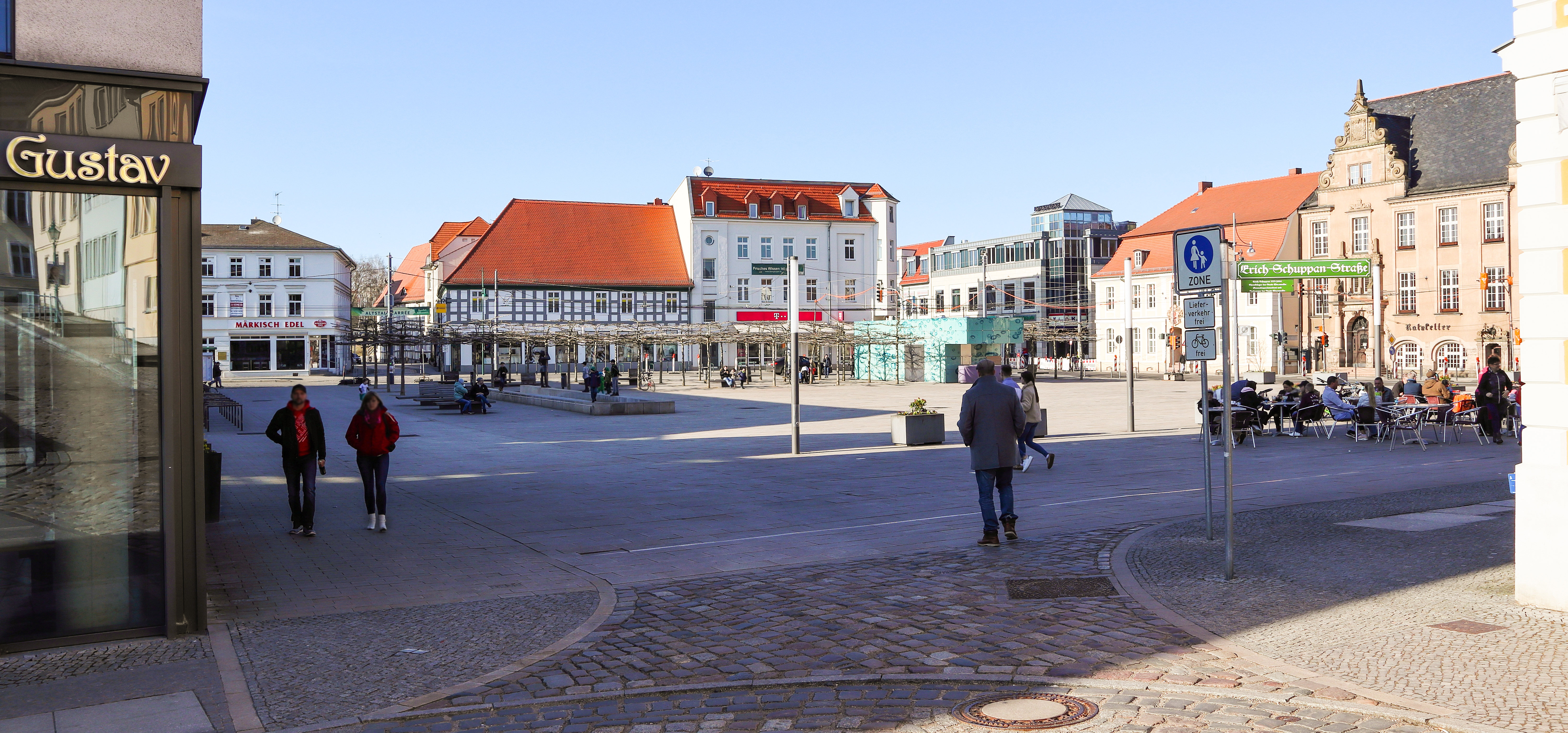
Marktplein
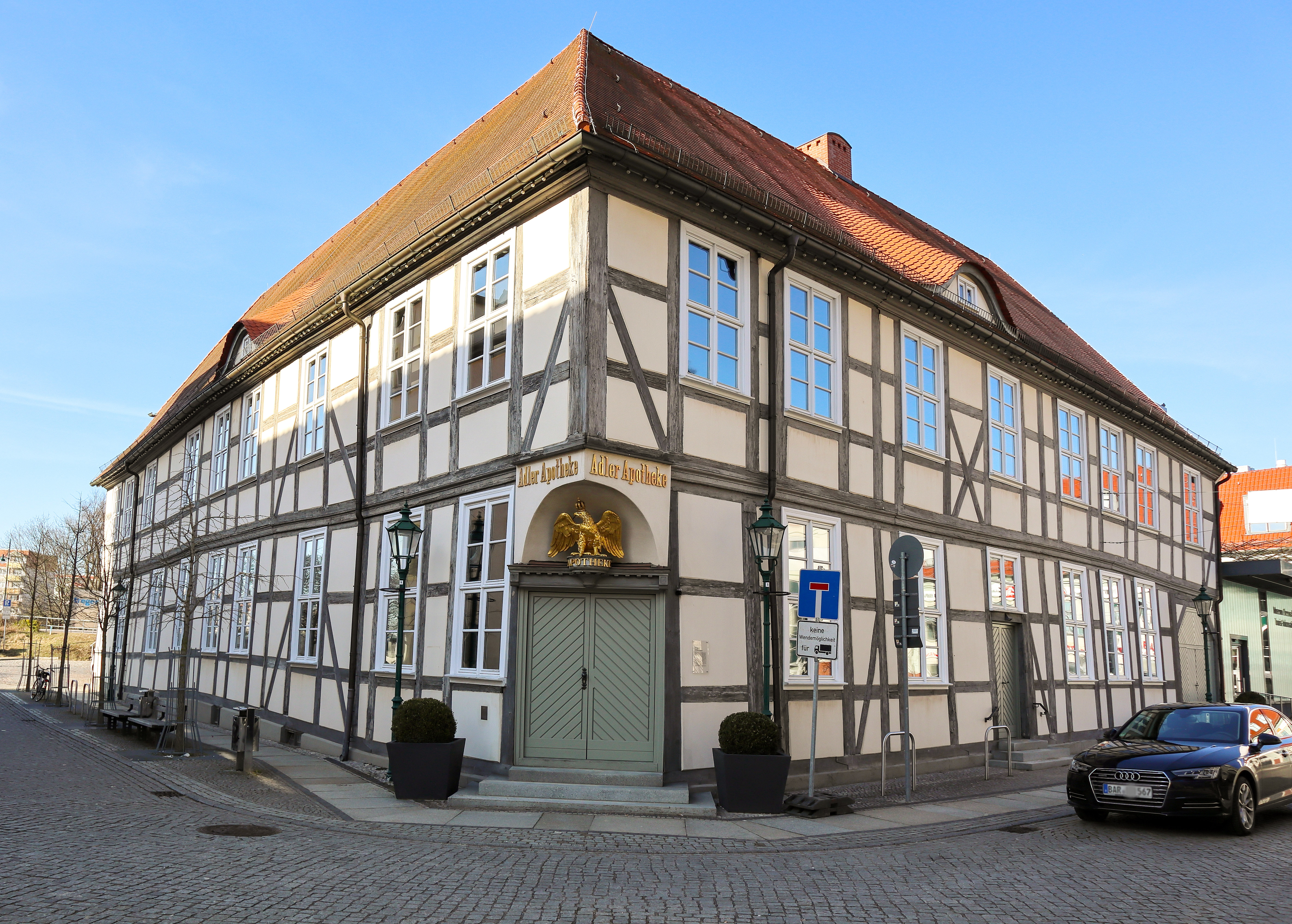
Gebouw Adlerapotheek met stadsmuseum
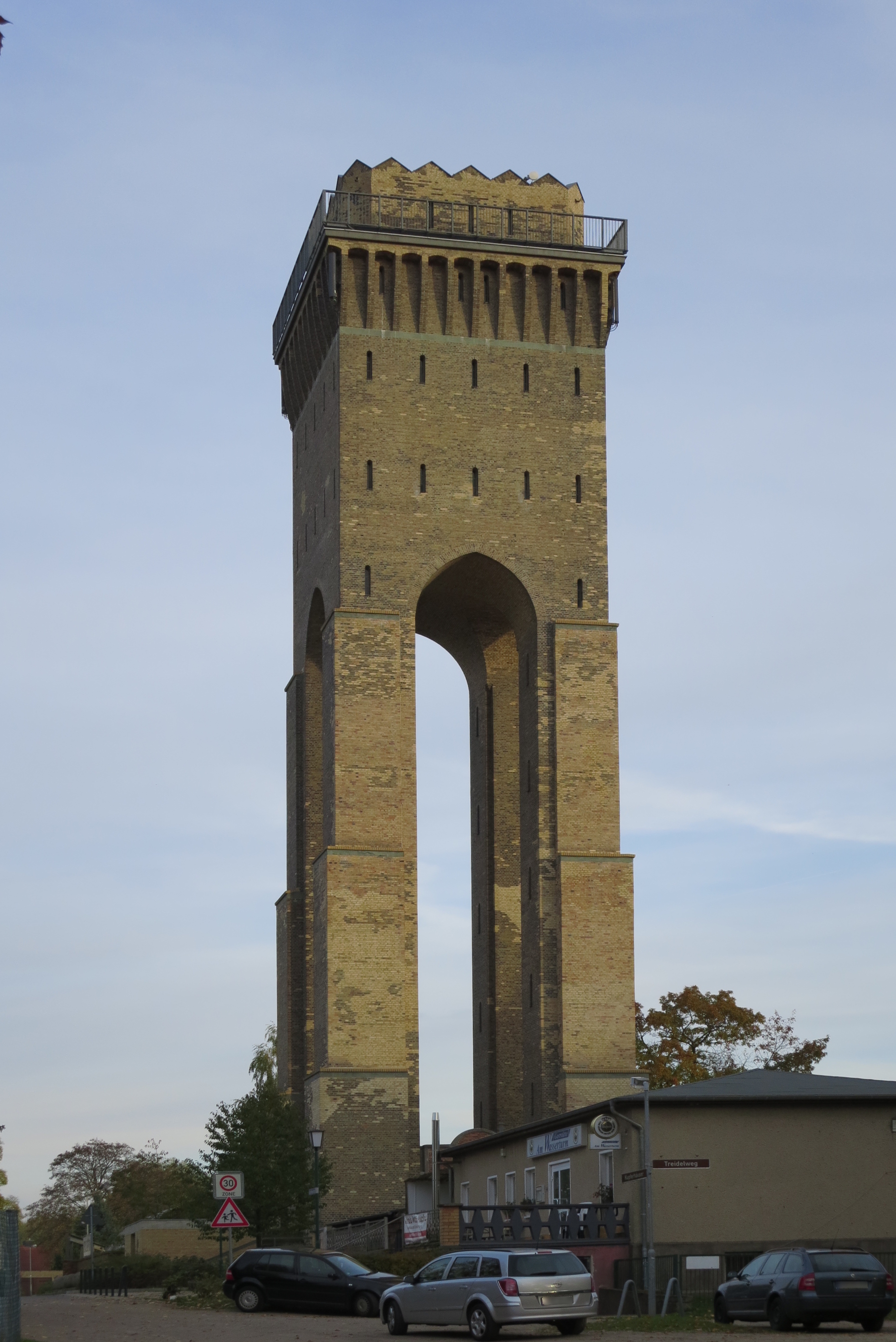
Finow, voormalige watertoren (1917; thans oorlogsmonument)
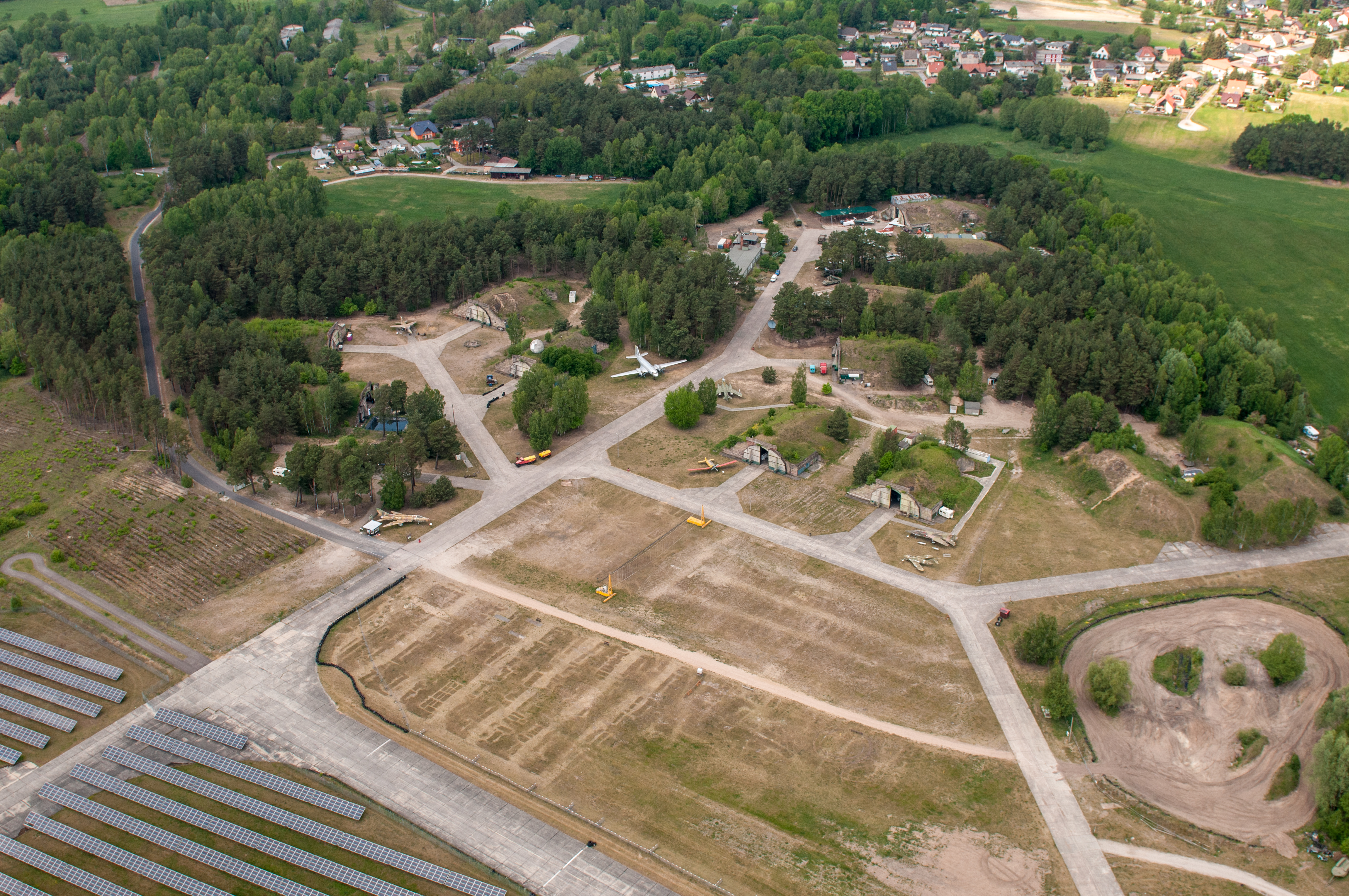
Luchtvaartmuseum
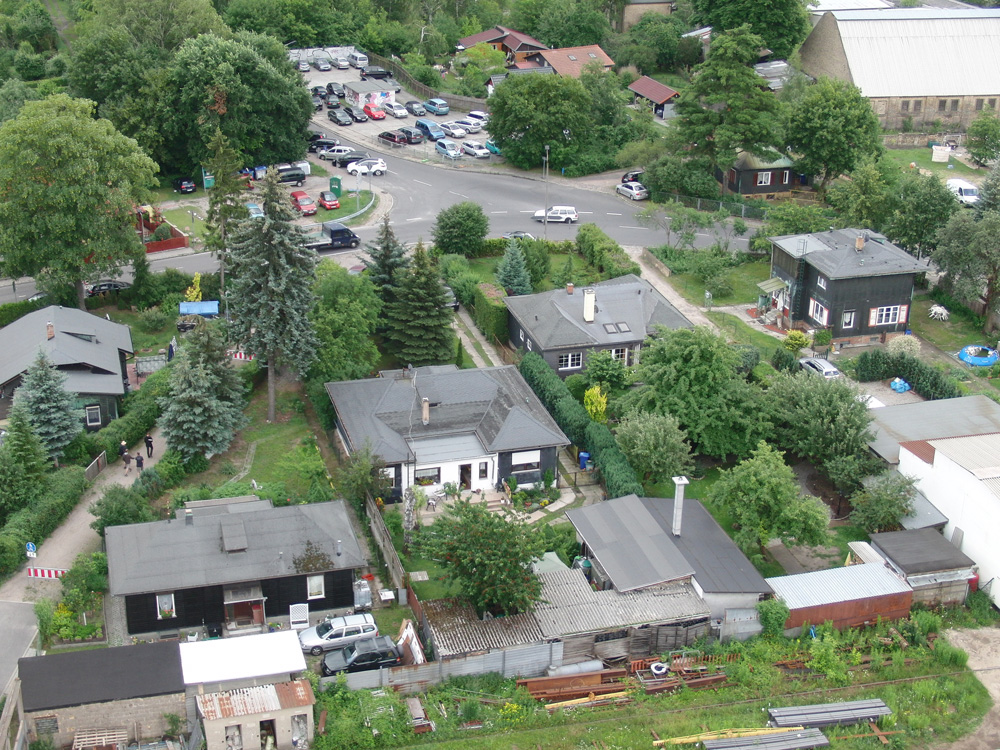
Zogenaamde koperen huizen, prefab-woningen, ca. 1935, Finow

## Demografie
- Ontwikkeling van de bevolking sinds 1875 binnen de huidige grenzen (blauwe lijn: Bevolking; stippellijn: Vergelijking van de ontwikkeling van de bevolking van de deelstaat Brandenburg, Grijze achtergrond: tijdens de nazi-regering, Rode achtergrond: tijdens de communistische regering)
- Recente ontwikkeling van de bevolking (blauwe lijn) en prognoses

| Jaar | Inwoners |
| ---- | -------- |
| 1875 | 14 270   |
| 1890 | 21 023   |
| 1910 | 34 813   |
| 1925 | 39 064   |
| 1933 | 41 435   |
| 1939 | 49 709   |
| 1946 | 40 771   |
| 1950 | 41 477   |
| 1964 | 44 005   |
| 1971 | 47 171   |

| Jaar | Inwoners |
| ---- | -------- |
| 1981 | 53 922   |
| 1985 | 54 931   |
| 1989 | 54 964   |
| 1990 | 53 601   |
| 1991 | 52 137   |
| 1992 | 51 617   |
| 1993 | 50 730   |
| 1994 | 49 940   |
| 1995 | 49 212   |
| 1996 | 48 411   |

| Jaar | Inwoners |
| ---- | -------- |
| 1997 | 47 366   |
| 1998 | 46 250   |
| 1999 | 45 484   |
| 2000 | 44 623   |
| 2001 | 43 669   |
| 2002 | 42 901   |
| 2003 | 42 446   |
| 2004 | 42 144   |
| 2005 | 41 831   |
| 2006 | 41 787   |

| Jaar | Inwoners |
| ---- | -------- |
| 2007 | 41 396   |
| 2008 | 41 331   |
| 2009 | 41 175   |
| 2010 | 40 944   |
| 2011 | 39 126   |
| 2012 | 38 965   |
| 2013 | 38 844   |
| 2014 | 38 897   |
| 2015 | 39 303   |
| 2016 | 40 019   |

| Jaar | Inwoners |
| ---- | -------- |
| 2017 | 40 223   |
| 2018 | 40 387   |
| 2020 | 40 699   |
| 2021 | 40 965   |
| 2020 | 41 103   |

Gegevensbronnen worden beschreven in de Wikimedia Commons.

## Belangrijke personen in relatie tot de gemeente
- Wilhelm Leopold Pfeil (geb. 28 maart 1783 in Mansfeld-Rammelburg; overl. 4 september 1859 in Warmbrunn, een niet meer bestaand kuuroord in Silezië), belangrijk, autodidact bosbouwkundige, in 1830 oprichter van de Koninklijke Pruisische Bosbouwacademie te Eberswalde, die hij tot begin 1859 zelf leidde
- Julius Theodor Christian Ratzeburg (geb. 16 februari 1801 in Berlijn; overl. 24 oktober 1871 ibidem) Pruisisch entomoloog en bosbouwkundige; docent aan de Bosbouwacademie te Eberswalde; richtte aldaar in 1831 de Forstbotanische Garten  in; bestudeerde vooral nachtvlinders, motten en andere voor de bosbouw (potentieel) schadelijke insecten; botanische naamaanduiding RATZEB.
- Bernard Altum (geb. 31 december 1824 in Münster; overl. 1 februari 1900 in Eberswalde), vooral bekend als ornitholoog, vanaf 1869 rector van de Bosbouwacademie te Eberswalde; bestudeerde het territoriumgedrag van bosvogels, en poneerde reeds in 1868[13] eerst rond 2000 algemeen aanvaarde theorieën over de functie van de zang door vogels; hij schreef vakliteratuur, die tot circa 1930 als standaardwerken werd beschouwd
- Friedrich Mieth (Eberswalde, 4 juni 1888 - Iași (Roemenië), 2 september 1944), hooggeplaatst Duits officier tijdens de Tweede Wereldoorlog
- Walter Gross (Eberswalde, 5 februari 1904 - West-Berlijn, 17 mei 1989), acteur in vooral komische films, o.a. in tekenfilms, en cabaretier
- Werner Forssmann of Forßmann (Berlijn, 29 augustus 1904 – Schopfheim, 1 juni 1979), chirurg en in 1956 Nobelprijswinnaar; werkte vanaf 1929 enige jaren in het ziekenhuis van Eberswalde, dat om die reden naar hem genoemd is.
- Albert Richter (geb. 6 mei 1909 in Loßnitz, Saksen; overl. 2 augustus 2007 in Eberswalde, bosbouwkundige, omdat hij niet voldoende linientreu aan de Oost-Duitse communistische regering was, voortijdig met emeritaat gestuurd; was op het gebied van duurzaamheid in de bosbouw zijn tijd vooruit
  - De bosbouwacademie te Eberswalde heeft nog verscheidene andere, iets minder op de voorgrond tredende, bosbouwkundigen aangetrokken, die tot aan of kort vóór hun dood in Eberswalde hebben gewoond.
- Erna Bürger (Eberswalde, 26 juli 1909 - Düsseldorf, 21 juni 1958), Duits turnster (Olympisch goud, landenwedstrijd, 1936)
- Paul Wunderlich (Eberswalde, 10 maart 1927 – Saint-Pierre-de-Vassols (Provence, Zuid-Frankrijk), 6 juni 2010), beeldend kunstenaar
- Vladimir Vysotski (Russisch: Владимир Семёнович Высоцкий) (Moskou, 25 januari 1938 – aldaar, 25 juli 1980), populair, soms als dissident beschouwd Russisch zanger, woonde als jongetje met zijn ouders van 1947-1949 te Eberswalde; zijn vader was daar als legerofficier gestationeerd
- Christiane Nord (Eberswalde, 13 september 1943 als Christiane Prahst), emerita-hoogleraar in de vertaalwetenschap
- Hans-Jürgen Döscher (Eberswalde, 18 november 1943) historicus, deskundig op het gebied van de geschiedschrijving van Nazi-Duitsland
- Candida Höfer (Eberswalde, 4 februari 1944), fotografe
- Dieter Saldecki (Eberswalde, 12 november 1944; - Berlijn, 15 november 2006), journalist en schrijver; een der bedenkers van het populaire kinder-TV-programma Die Sendung mit der Maus
- Ralf Hauptmann (Eberswalde, 20 september 1968), oud-profvoetballer (verdediger/middenvelder), van 1987-1993 speler van Dynamo Dresden; 4 x DDR-international
- Yuan Wan (Eberswalde, 23 mei 1997), Duits professioneel tafeltennisster met Chinese grootouders
- Amadeu Antonio (geb. 12 augustus 1962 in Quimbele, Angola; overl. op 6 december 1990 in Eberswalde), slachtoffer van een geruchtmakende moord door een groep van 50 neo-nazi's uit Eberswalde en omgeving; met name het niet krachtig genoeg tegen de neo-nazi's optreden door bij de rel aanwezige politieagenten is later fel bekritiseerd.

## Partnergemeentes
Eberswalde onderhoudt jumelages met:
- Delmenhorst, Nedersaksen, sedert 1990
- Gorzów Wielkopolski (tot 1945: Landsberg an der Warthe), Polen, sedert 2001
- Herlev, Denemarken, sedert 1994